# Pontiac Grand Prix
Der Pontiac Grand Prix war ein Automobil der US-amerikanischen Automarke Pontiac, einer Division von General Motors (GM). Er wurde zum Modelljahr 1962 als ein sogenanntes Personal Luxury Car eingeführt und war bis 1987 ausschließlich als Coupé verfügbar, dann wurde eine viertürige Stufenhecklimousine als zusätzliche Karosserievariante eingeführt.
Der Grand Prix war unterhalb des Pontiac Bonneville in der Modellpalette eingeordnet. Er war Pontiacs Sportmodell in der Full Size-Klasse. Unter ihm gab es ab 1964 den Pontiac LeMans mit der Ausstattungsvariante als Pontiac GTO, später als eigenständiges Modell, das Sportmodell in der Mittelklasse. Seinem sportlichen Charakter entsprechend bekam auch dieser Grand Prix große leistungsstarke Motoren. Zunächst gab es Hubräume von 6600 cm3 und 7000 cm3, 1970 erschien ein Motor mit 7500 cm3. Die Leistungsstärke der Motoren reichte von 265 bis 390 SAE-PS.
1988 kam die fünfte Generation auf den Markt, mit der der Grand Prix der oberen Mittelklasse zugeordnet wurde.

## Erste Generation
Der fünfsitzige Pontiac Grand Prix erschien erstmals zum Modelljahr 1962 und ersetzte den Pontiac Ventura. Anfangs war er kein eigenständiges Modell, sondern ein Pontiac Catalina Coupé mit sportlich aufgemachter Ausstattung und basierte somit auf der GM A-Plattform. Der Grand Prix besaß bereits vordere Einzelsitze und eine Mittelschaltung, als der übliche Standard in Amerika eine durchgehende vordere Sitzbank und eine Lenkradschaltung war. Den Grand Prix gab es, um seinen sportlichen Charakter zu betonen, ausschließlich als zweitüriges Hardtop-Coupé, bei dem die B-Säule fehlt. Es gab die gleichen Extras wie beim Bonneville, darunter Bremskraftverstärker, elektrische Fensterheber und Sitzverstellung sowie eine Klimaanlage.

### 1962
Start der Produktion war am 15. August 1961 als Pontiac-Serie 29. Die Seitenlinie entsprach dem Coke-Bottle-Design. Der Frontgrill war durch die für Pontiac typische Nase geteilt. Die Einzelsitze waren mit Pontiacs „Morrokide-Vinyl“ bezogen, während der Boden und die unteren Türverkleidungen mit Nylonschlingen-Teppich belegt waren. Die Rücksitzbank verfügte über eine umklappbare Armlehne in der Mitte und ein Lautsprechergitter, das mit einem „Bi-Phonic“-Lautsprecher funktionsfähig gemacht werden konnte. Zur Ausstattung gehörten ein gepolstertes Armaturenbrett, eine Innenraumbeleuchtung und andere Merkmale.
Die Motoren waren aus dem Catalina übernommen. Serienmäßig hatte der Grand Prix bei Verwendung des manuellen Getriebes einen 6400 cm3 (389 in3) großen V8-Motor mit 235 brutto SAE-PS bei 3600 min−1, die Verdichtung betrug 8,6 : 1, der Motor war mit einem Doppel-Registervergaser bestückt. Wählte der Kunde das Automatikgetriebe, leistete der Motor 303 brutto SAE-PS bei 4600 min−1, die Verdichtung betrug 10,25 : 1.
Auf Wunsch gab es auch leistungsgesteigerte Versionen dieses Motors (mit bis zu 348 SAE-PS) sowie den größeren Motor mit 6900 cm3, der eine Leistungsspanne von 318 bis 385 brutto SAE-PS bot. Sechszylinder-Versionen waren nicht verfügbar. Ein manuelles Drei-Gang-Getriebe war Serie. Als Extra waren eine BorgWarner T-10-Viergang-Version mit Hurst-Schaltgriff oder die dreigängige Roto HydraMatik von GM verfügbar.
Der Basispreis betrug 1962 ab 3490 USD für den Standard V8. Im ersten Modelljahr wurden 30.195 Fahrzeuge hergestellt.

### 1963
Für 1963 erhielt der Grand Prix eine überarbeitete Karosserie, welche er mit anderen Full-Size-Pontiacs teilte, aber mit einer eigenen, eckigen Dachlinie mit konkavem Heckfenster, die im Gegensatz zur Cabrio-ähnlichen Dachlinie des Grand Prix von 1962 stand und sich auch beim Catalina und Bonneville von 1963 bis 1964 fortsetzte. Neu war auch der Kühlergrill, die übereinander angeordneten Scheinwerfer mit runden Standlichtern sowie „versteckten“ Rückleuchten. Abgesehen vom Kühlergrill, den Rückleuchten und den Stoßstangen beschränkten sich die Chromverzierungen auf die unteren Schweller, die Radkästen und die Dachlinie.
Ein breites Sortiment an Extras war erhältlich, darunter Servolenkung, Bremskraftverstärker, elektrische Fensterheber und einen elektrisch verstellbaren Fahrersitz, Klimaanlage, Aluminiumräder mit integrierten Bremstrommeln und andere Optionen. Zu den neuen Extras in diesem Jahr gehörten ein Radio mit Mittelwellen- und UKW-Empfang, ein Tempomat und ein in sieben Positionen verstellbares Lenkrad.
Bei den Standardmotoren gab es keine Änderungen. Eine neue Reihe optionaler Motoren wurde in diesem Jahr eingeführt, darunter der 330 SAE-PS starke 6400 cm3 (389 in3) „Tri-Power“-Motor und den drei Vergasern des größeren 6898 cm3 (421 in3) V8, darunter eine Standardversion mit Doppel-Registervergaser und 320 SAE-PS, eine 350 SAE-PS Tri-Power-Option und die 421 HO-Option (HighOutput) mit drei Doppelvergaser und 370 SAE-PS.
Pontiac verkaufte 72.959 Wagen. Damit war der Grand Prix, nach der viertürigen Catalina-Limousine, die meistverkaufte Modellvariante. In der ersten Generation war es das beste Verkaufsjahr.

### 1964
Der Grand Prix von 1964 erhielt geringfügige optische Änderungen. Dazu gehörten ein überarbeiteter Kühlergrill, welcher an den 1964er Bonneville/Catalina angelehnt war, mit neuen „GP“-Logos und eine Heckverkleidung mit neuen Rückleuchten, die immer noch versteckt waren und wiederum der Form der anderen großen 64er Pontiacs folgten.
Der Innenraum wurde durch überarbeitete Polsterungen aufgewertet, wobei die erweiterten Morrokide-Vinyl-Schalensitze und die Konsole weiterhin zur Serienausstattung gehörten.
Der Standardmotor mit Schaltgetriebe leistete 255 SAE-PS. Ansonsten blieb das Motorenangebot gegenüber 1963 weitgehend unverändert. Jedoch ersetzte Pontiac das Borg-Warner-Getriebe durch die Varianten M20 (breiter abgestufte Gänge) oder M21 (enger abgestufte Gänge) von Muncie.

### 1965
Der Grand Prix und alle anderen Pontiacs wurden für 1965 komplett neu gestaltet und erhielten eine rundere Karosserie sowie einen um 25 mm (1 Zoll) auf 3073 mm (121 Zoll) verlängerten Radstand. Während andere Pontiac-Coupés die von anderen GM-Divisionen gewohnte Semi-Fastback-Dachlinie erhielten, behielt der Grand Prix die exklusive eckige Dachlinie mit konkavem Heckfenster bei, war aber etwas runder als die Version von 1963–64. In diesem Modelljahr wurde aus ihm die Serie 266.
Der Innenraum wurde überarbeitet und erhielt völlig neue Instrumententafeln mit einer größeren Menge an Nussbaumzierleisten, die sich auch auf die Mittelkonsole der Schalensitze erstreckten, sowie ein neues Lenkrad mit Hupenstäben, die den in den Vorjahren verwendeten Hupenring ersetzten. Die serienmäßigen Einzelsitze konnten entweder mit erweitertem Morrokide-Vinyl oder mit der neuen Stoff- und Morrokide-Kombination gepolstert werden. Neu für 1965 war eine kostenlose vordere Sitzbank mit einer Mittelarmlehne, die mit beiden Polsterungen erhältlich war. Zu den neuen Optionen gehörte eine automatische Klimaanlage. Dieses System, das Cadillac erstmals 1964 eingeführt hatte, war zusätzlich zur regulären „Circ-L-Aire“-Klimaanlage erhältlich. Warnblinkanlagen waren ebenfalls als Extra erhältlich.
Das Motorenangebot wurde für 1965 überarbeitet. Der serienmäßige V8 wurde auf 325 SAE-PS mit Schaltgetriebe oder 333 SAE-PS mit Automatikgetriebe aufgestockt. Die serienmäßigen Dreigang- und optionalen Viergang-Schaltgetriebe wurden aus dem Jahr 1964 übernommen, allerdings ersetzte ein neues Dreigang-Turbo-Hydramatik-Getriebe mit Drehmomentwandler die ältere Dreigang-Roto-Hydramatik. Die Turbo-Hydramatik verfügte auch über das standardisierte P-R-N-D-S-L-Schaltmuster anstelle der P-N-D-S-L-R-Schaltung der früheren Hydramatik. Vom im Grundpreis 3426 USD kostenden Fahrzeug wurden 57.881 Stück verkauft.

### 1966
Das Modelljahr 1966 erhielt geringfügige optische Änderungen, darunter einen neuen, stärker abgerundeten geteilten Kühlergrill und neue Rückleuchtenverkleidungen. Im Innenraum gab es ein überarbeitetes Armaturenbrett mit einer quadratischen Instrumententafel und neue Sitze mit Morrokide- oder Stoffbezug, höheren Rückenlehnen und stärker konturierten Polstern für besseren Seitenhalt. Die Einzelsitze gehörten zusammen mit einer Konsole zur Serienausstattung, aber eine Sitzbank mit geteilter Rückenlehne und Mittelarmlehne war eine kostenlose Option.
Das Motorenangebot blieb gegenüber 1965 weitgehend unverändert, mit der Ausnahme, dass der 338 SAE-PS starke Tri-Power 6400 cm3 (389 in3) nicht mehr angeboten wurde, so dass nur noch der größere 6898 cm3 (421 in3) mit 356 SAE-PS und den drei Doppelvergaser von Rochester zur Verfügung stand, der in diesem Jahr zum letzten Mal angeboten wurde, da General Motors die Verwendung von mehreren Vergasern in allen GM-Fahrzeugen mit Ausnahme der Chevrolet Corvette ab dem Modelljahr 1967 untersagte.

### 1967
Ein überarbeitetes Blechkleid mit abgerundetem, aber noch ausgeprägterem Colaflaschen-Styling kennzeichnete den Grand Prix von 1967. Neu war ein Cabriolet, das jedoch nur für das Modelljahr 1967 angeboten wurde. Ebenfalls neu waren verdeckte Scheinwerfer mit horizontaler Montage und verdeckte Scheibenwischer. Die Rückleuchten mit Lamellen waren denen des GTO ähnlich.
Der 389er wurde durch einen neuen 6,6 Liter (400 in3) V8, Doppelauspuff und 350 SAE-PS (Automatik) bzw. 325 SAE-PS (Schaltgetriebe) ersetzt. In ähnlicher Weise wurde der 421er durch einen neuen 7 Liter (428 in3) mit 360 SAE-PS oder als HO-Version mit 376 SAE-PS ersetzt. Sowohl der 400er als auch der 428er V8 waren im Grunde aufgebohrte Versionen der älteren 389/421er-Blöcke, jedoch mit verschiedenen Verbesserungen wie größeren Ventilen und verbessertem Ansaugweg.
Neu in diesem Jahr waren eine Zweikreisbremsanlage und optionale vordere Scheibenbremsen. Ebenfalls neu für 1967 war eine energieabsorbierende, klappbare Lenksäule und ein 8-Spur-Stereo-Kassettenspieler. Das Coupé verkaufte sich 37.125 Mal, das Cabriolet 5.856 mal.

### 1968
Mit dem Modelljahr 1968 erhielt der Grand Prix einen noch ausgeprägteren „Schnabel-Nasen“-Kühlergrill aus stoßdämpfendem Kunststoff und eine neue Frontstoßstange. Die verdeckten Scheinwerfer wurden beibehalten, und ein überarbeitetes Heck mit L-förmigen Rückleuchten und seitlichen Rückstrahlern war neu, um eine neue Sicherheitsvorschrift zu erfüllen. Das Cabriolet wurde eingestellt, so dass für 1968 nur noch das Hardtop-Coupé übrig blieb.
Der serienmäßige 350 SAE-PS mit 6,6 Liter (400 in3) Hubraum wurde überarbeitet, um die neuen bundesstaatlichen und kalifornischen Emissionsvorschriften von 1968 zu erfüllen. Die beiden wählbaren 7 Liter (428 in3) V8-Motoren leisteten 375 SAE-PS für die Basisversion und 390 SAE-PS als HO.
Die Innenausstattung erfuhr gegenüber 1967 nur geringfügige Änderungen, abgesehen von überarbeiteten Türverkleidungen. Dies war das letzte Jahr für den Grand Prix auf der B-Plattform und als Full-Size in dem 31.711 Fahrzeuge für mindestens 3.697 USD verkauft wurden.

### Galerie der Modelljahre

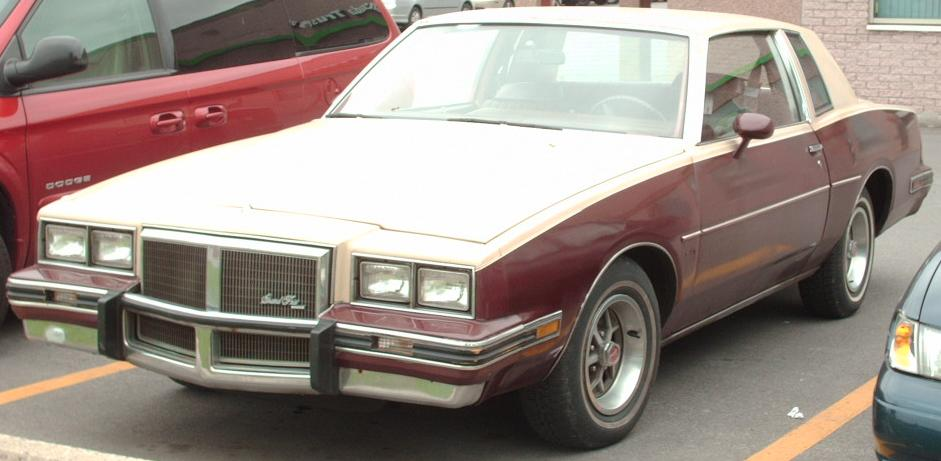
1978
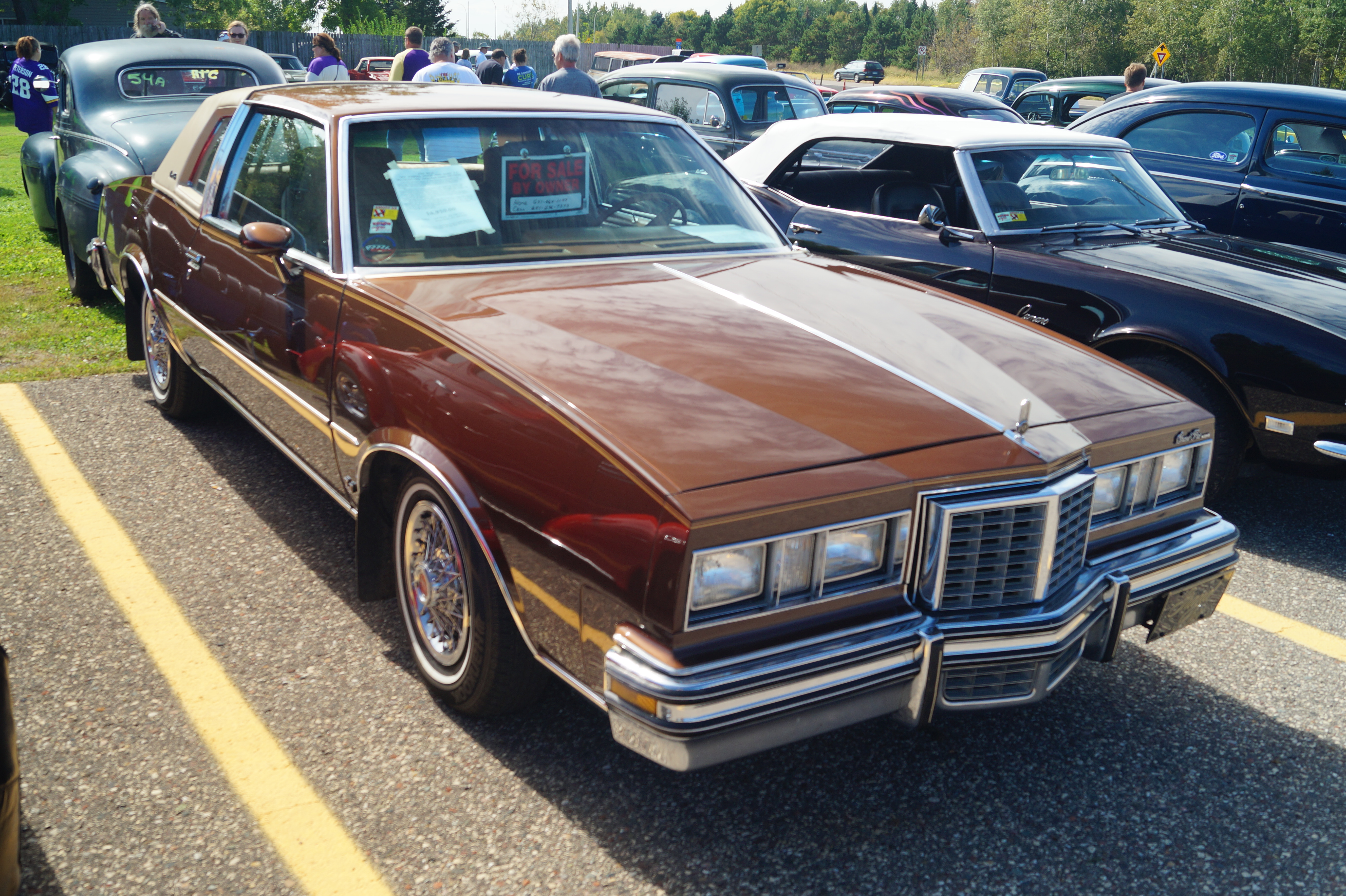
1979
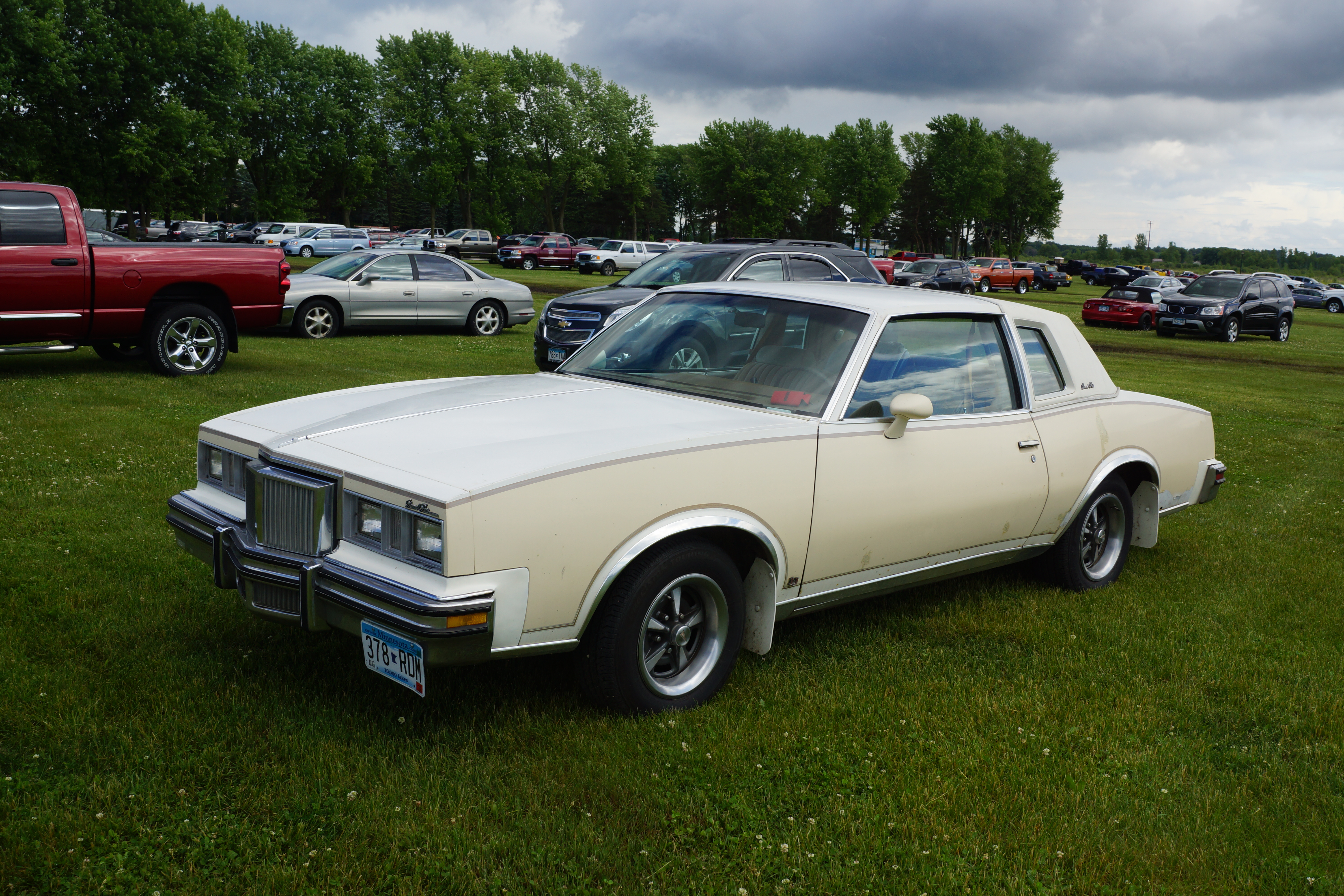
1980
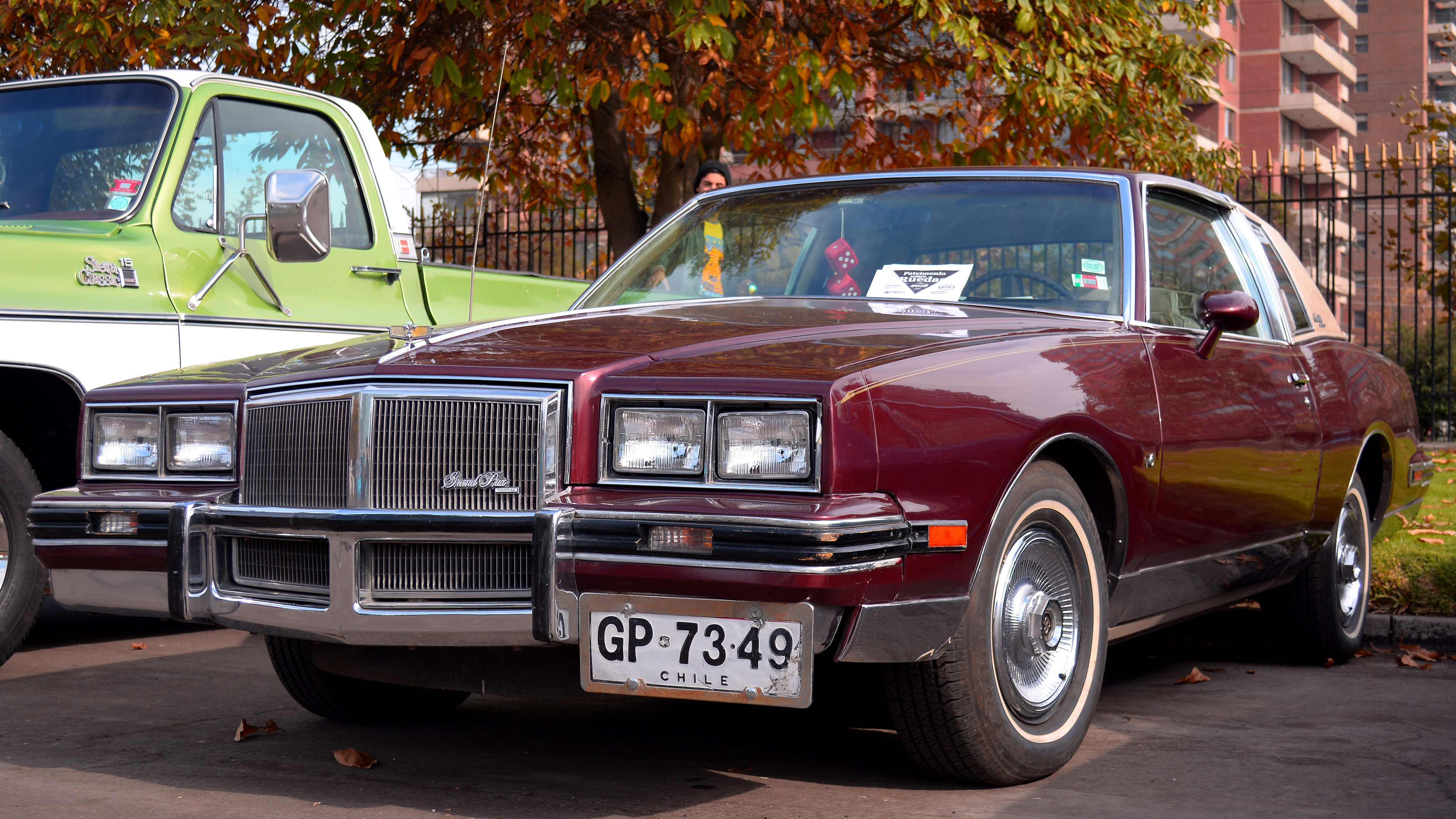
1981
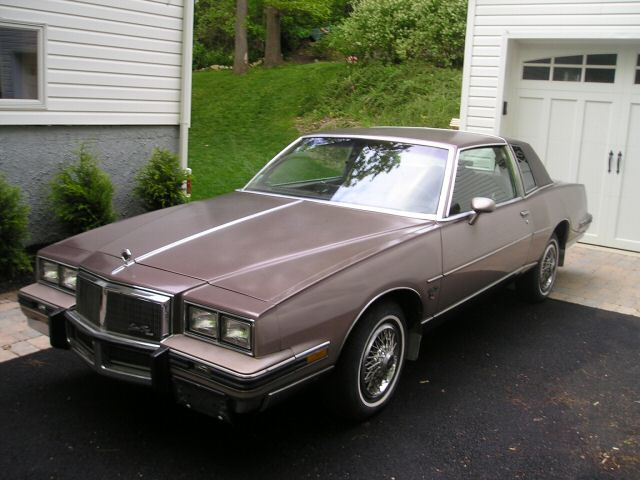
1983
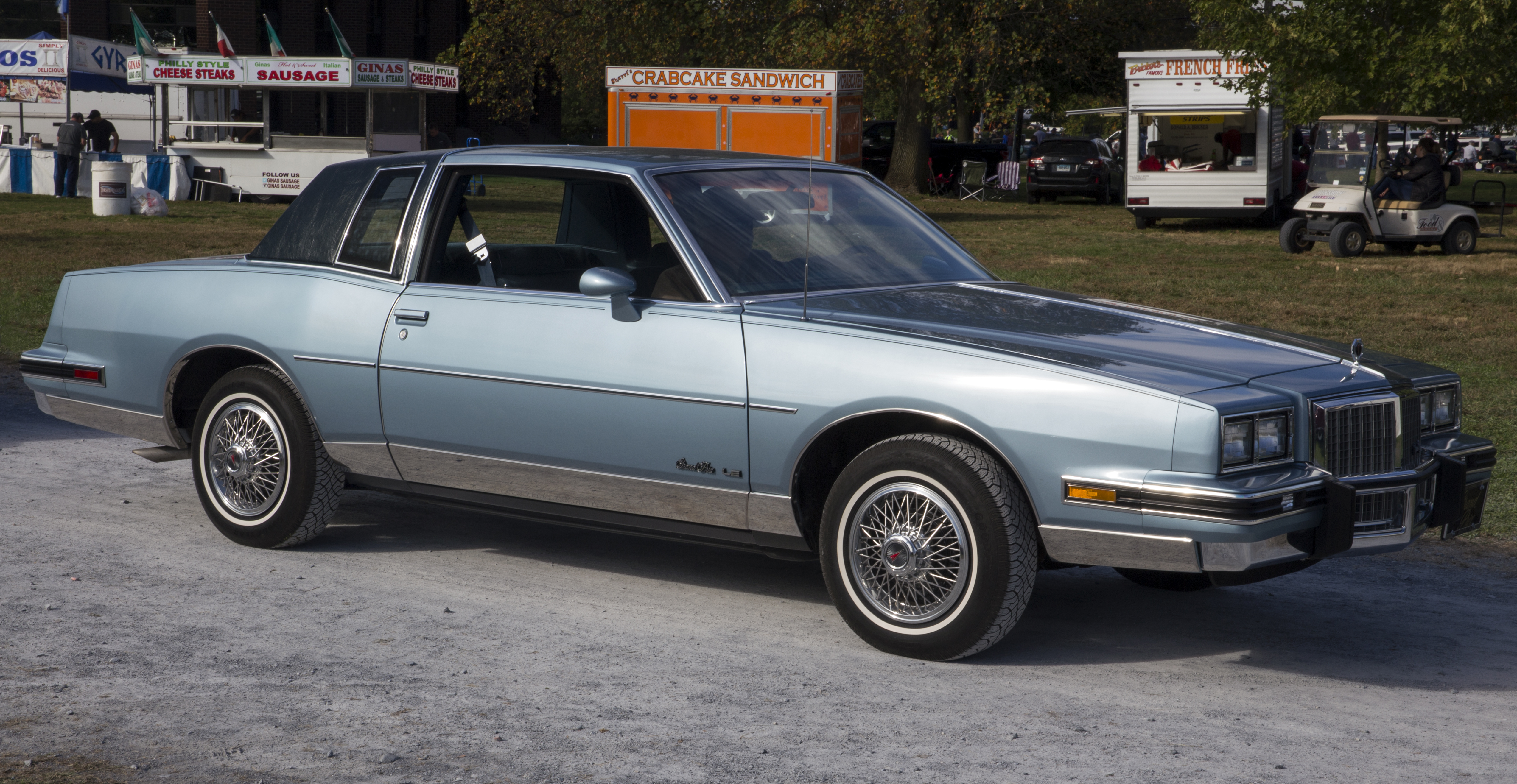
1985
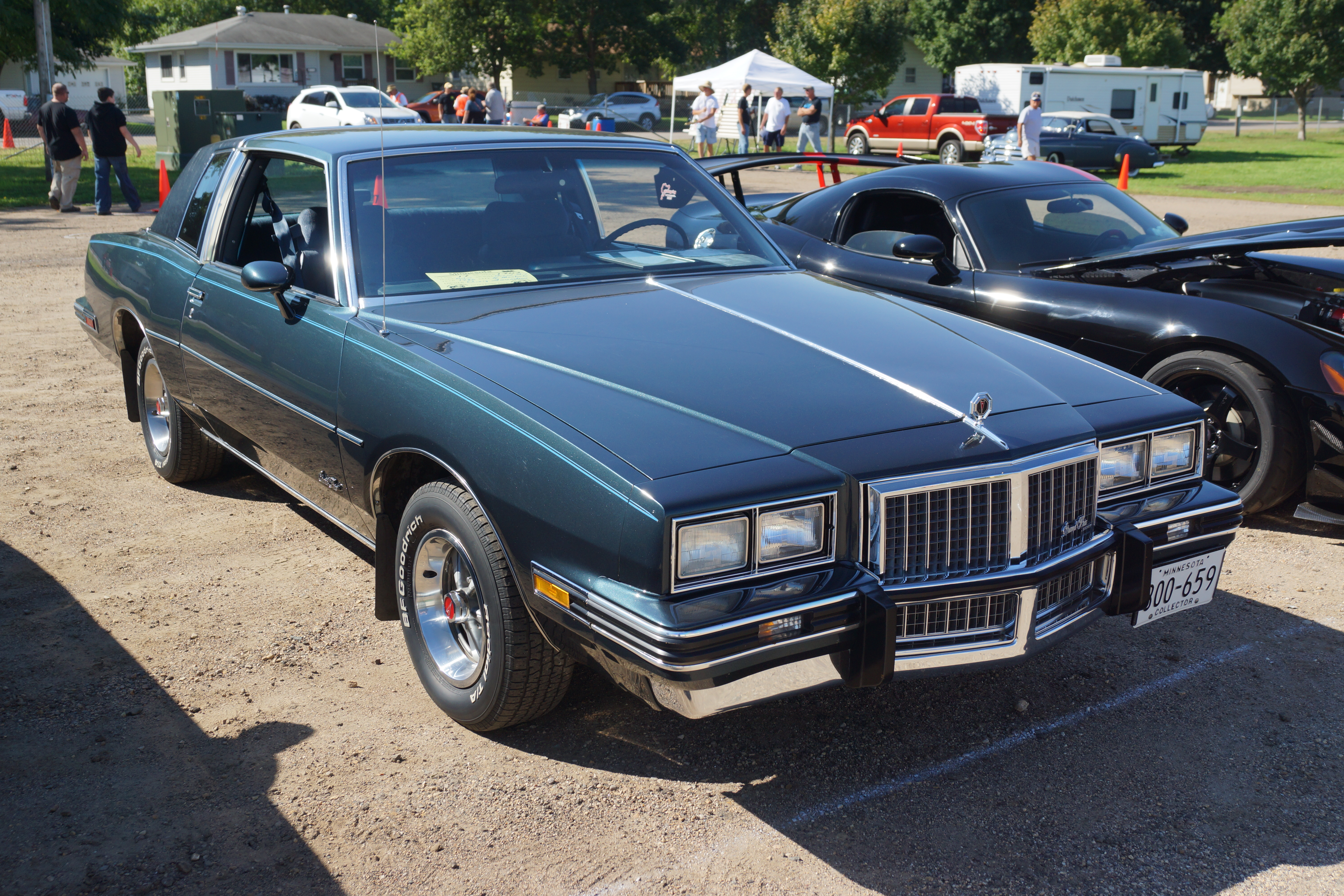
1986
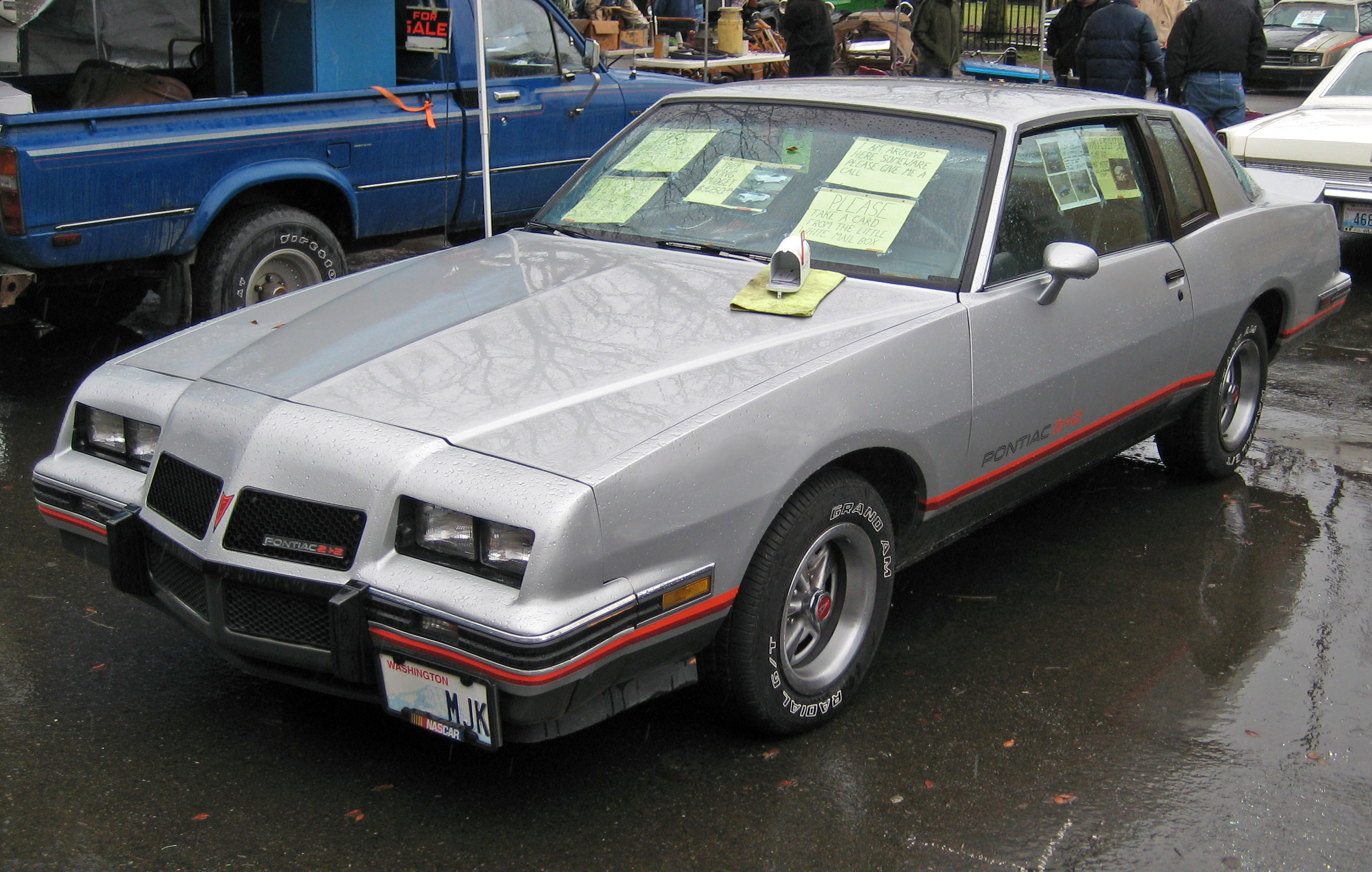
1986 2+2
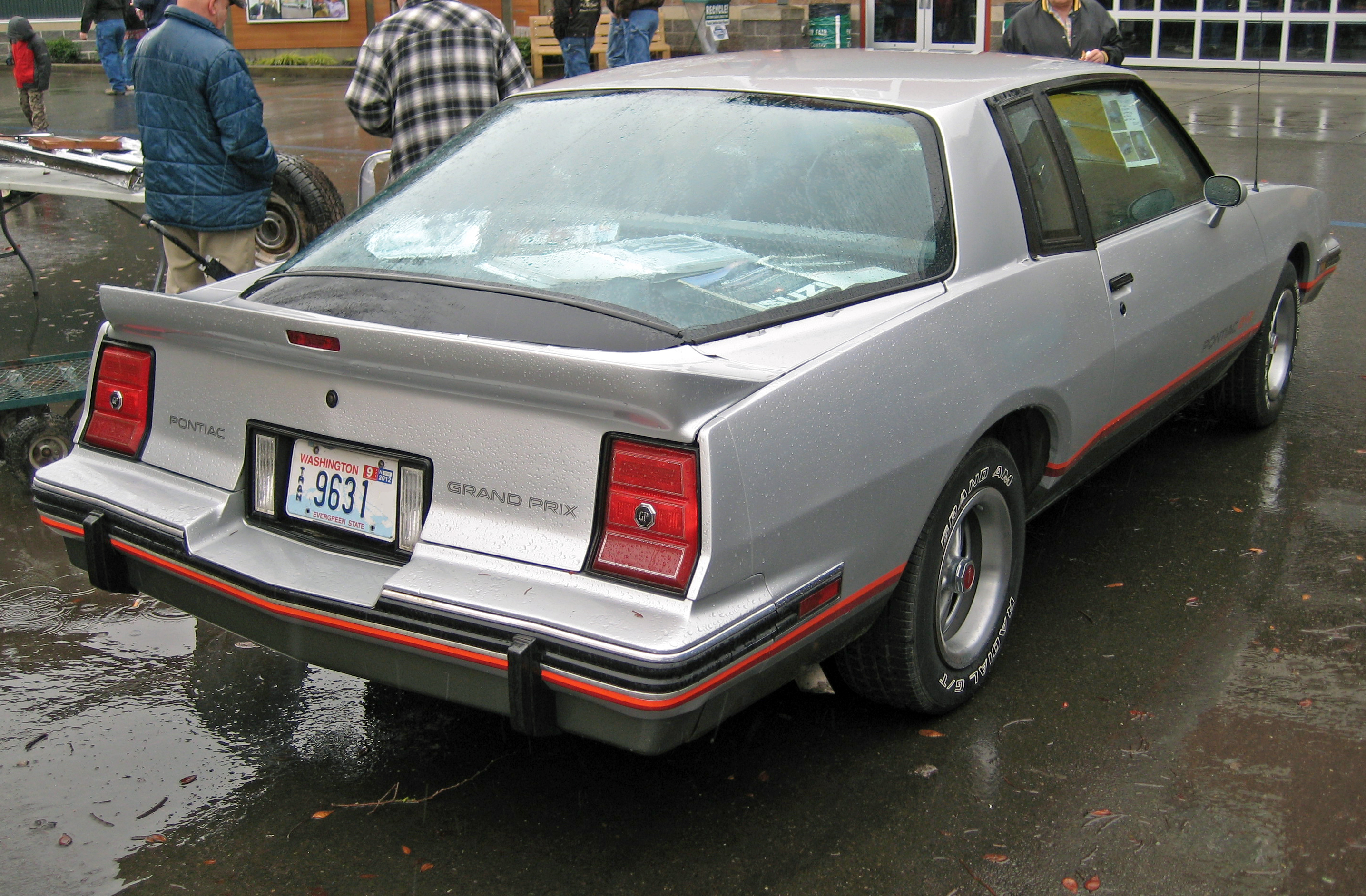
1986 2+2

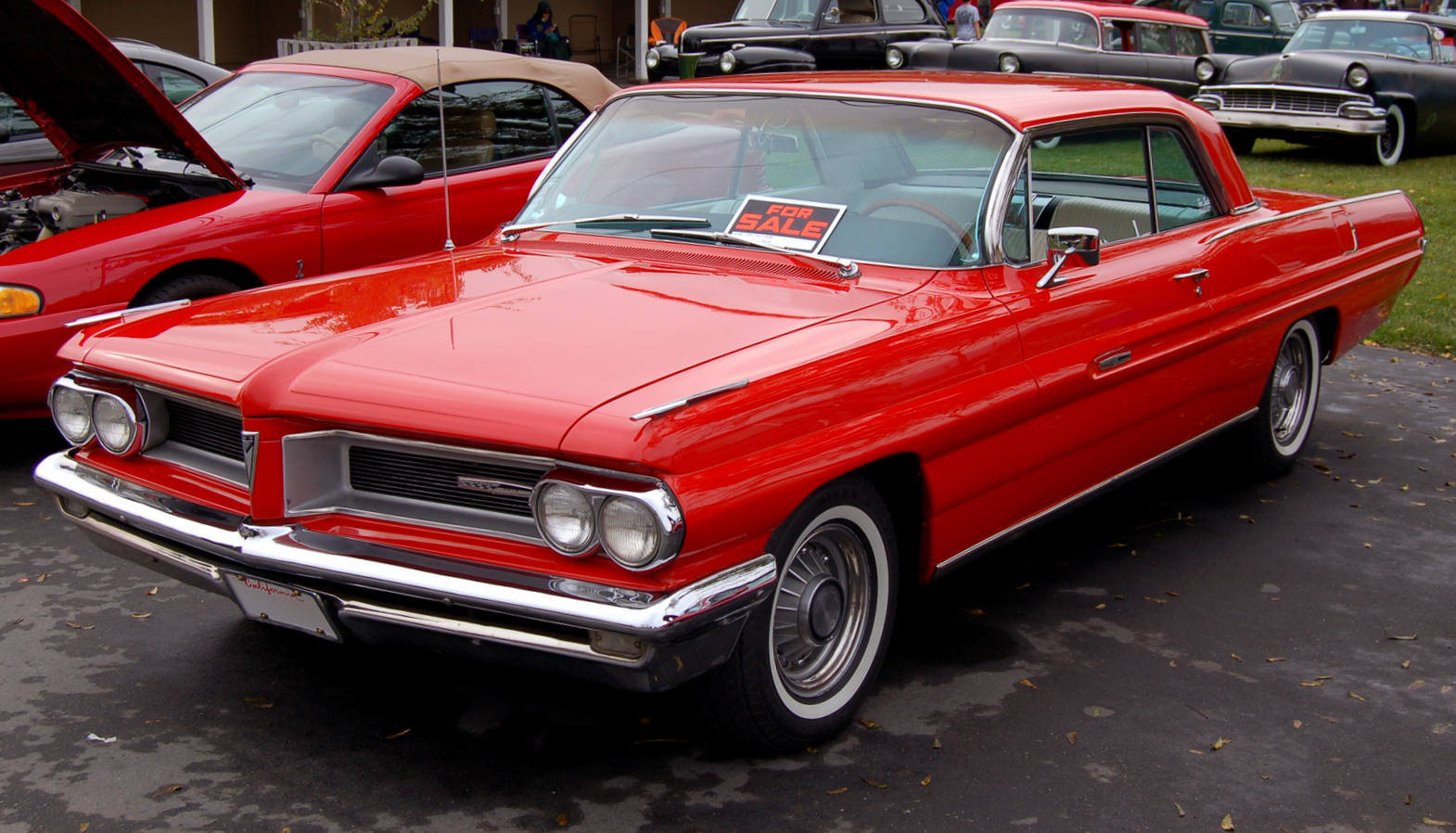
1962
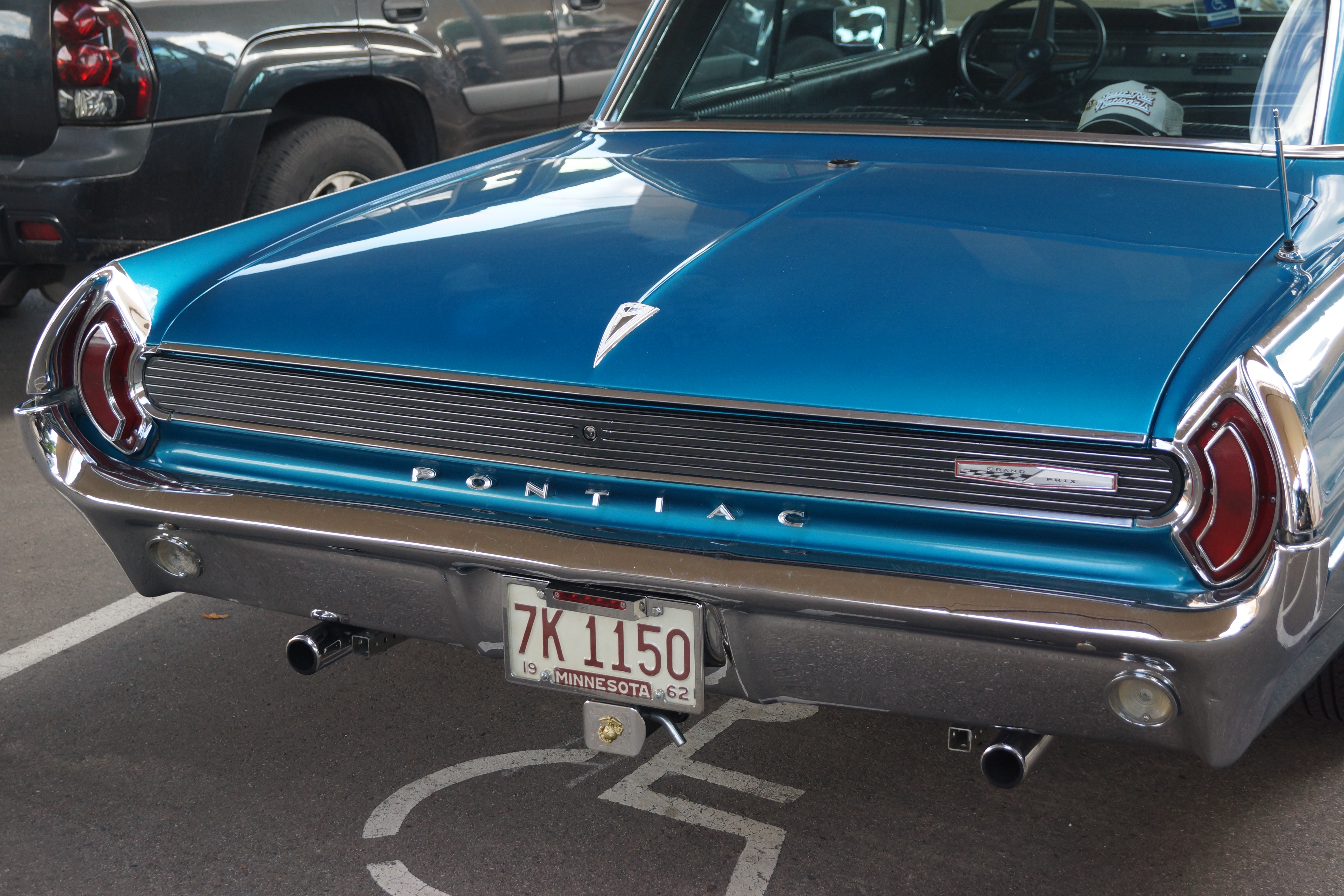
1962
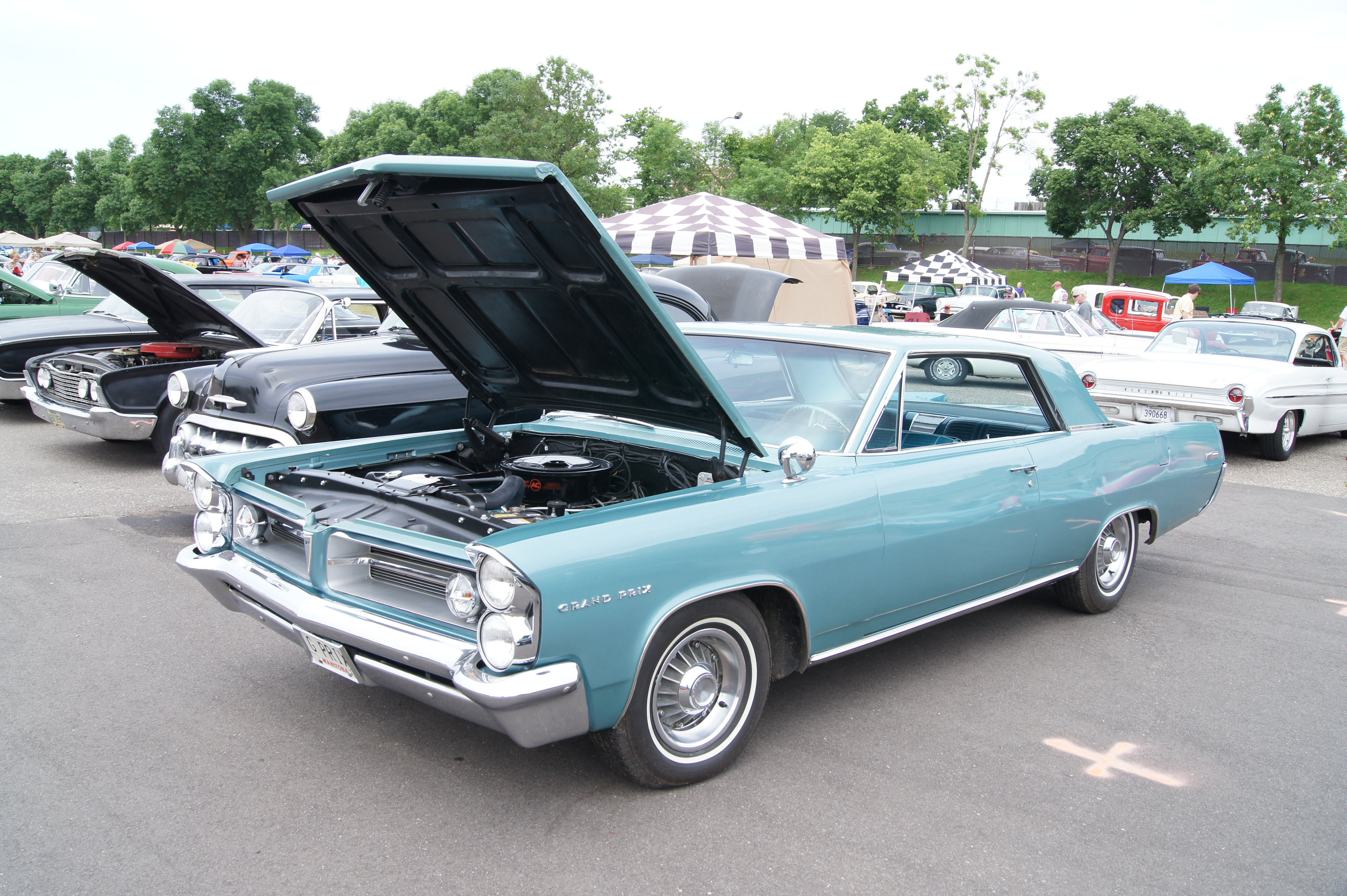
1963
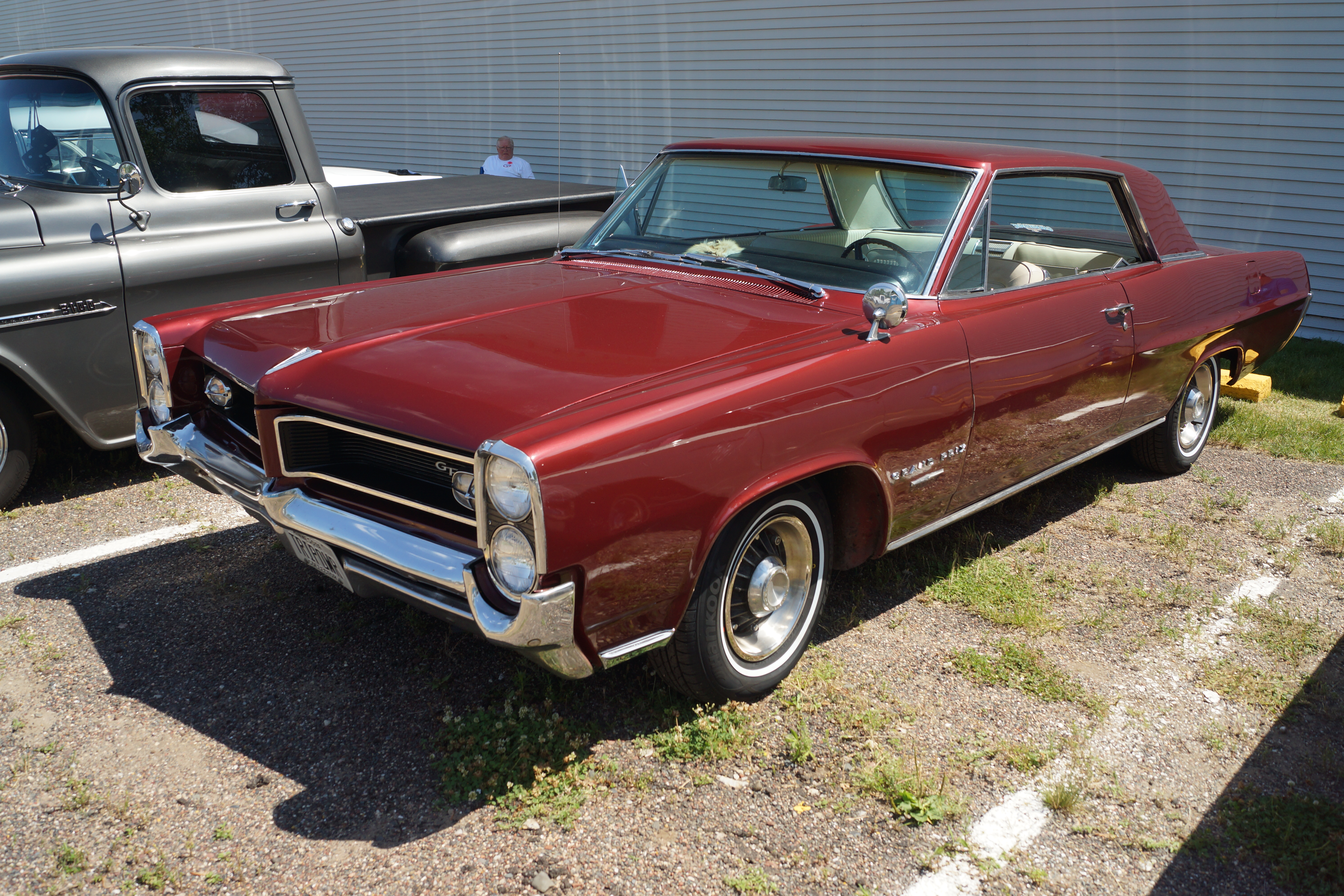
1964
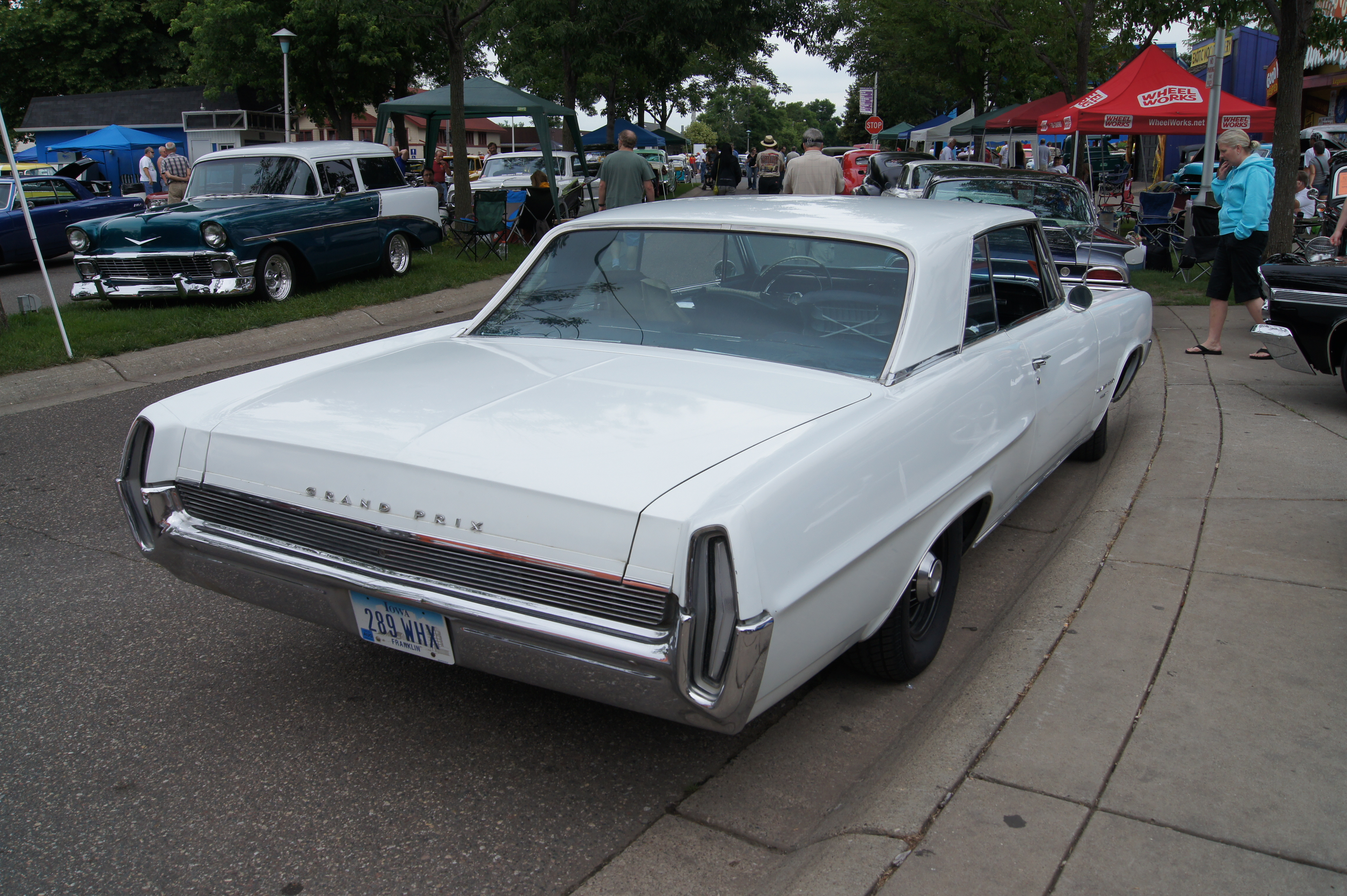
1964
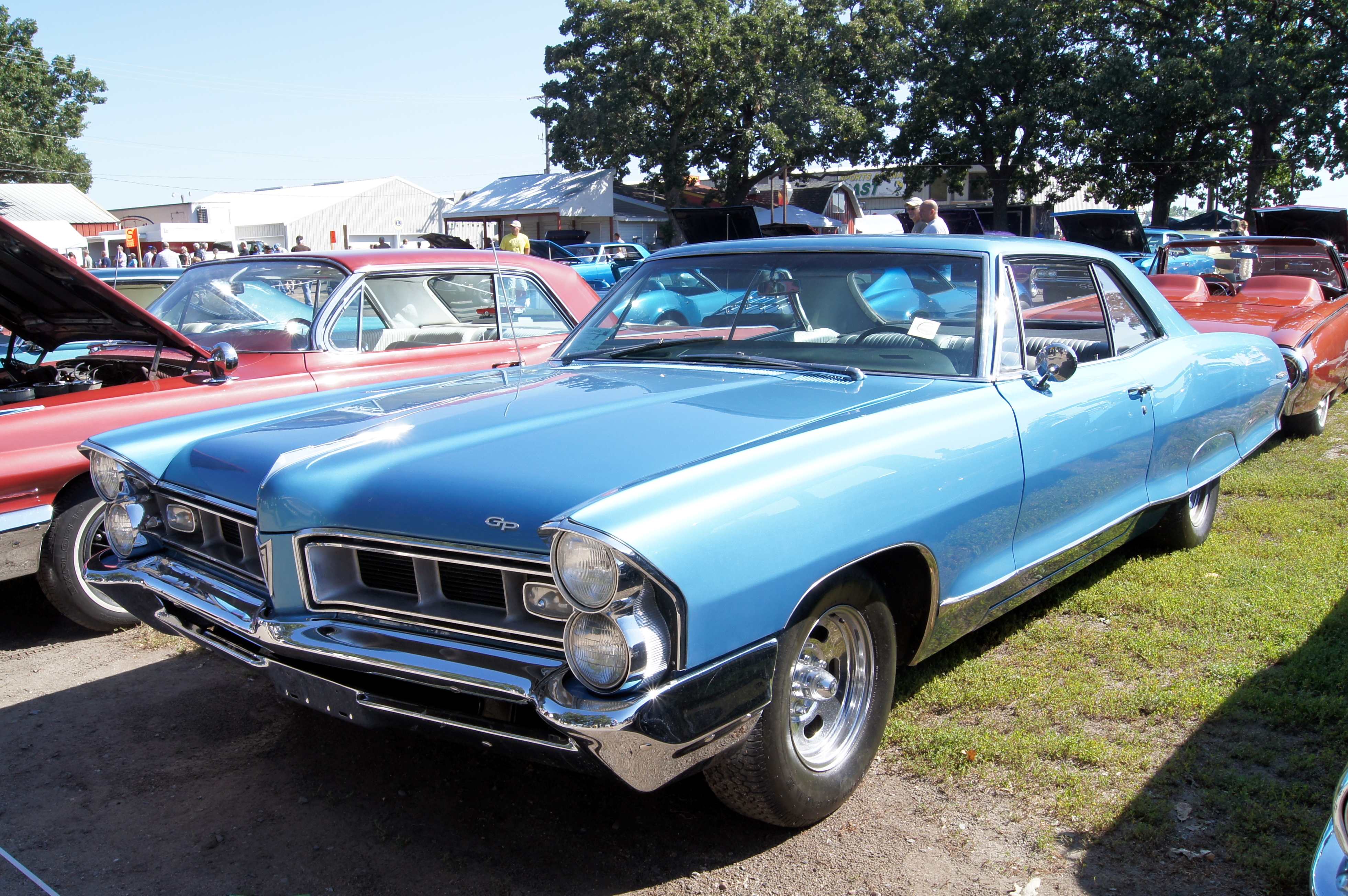
1965
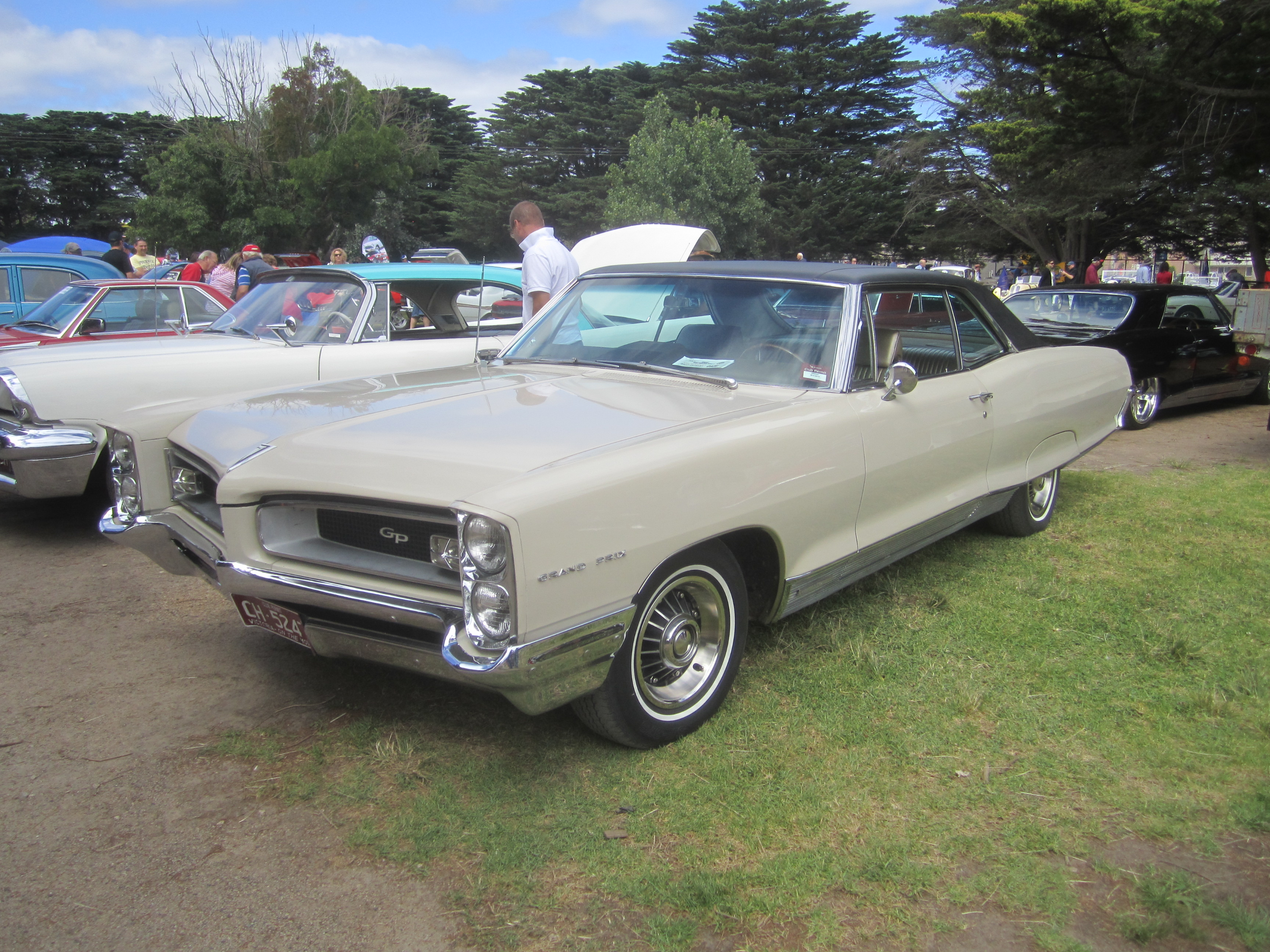
1966
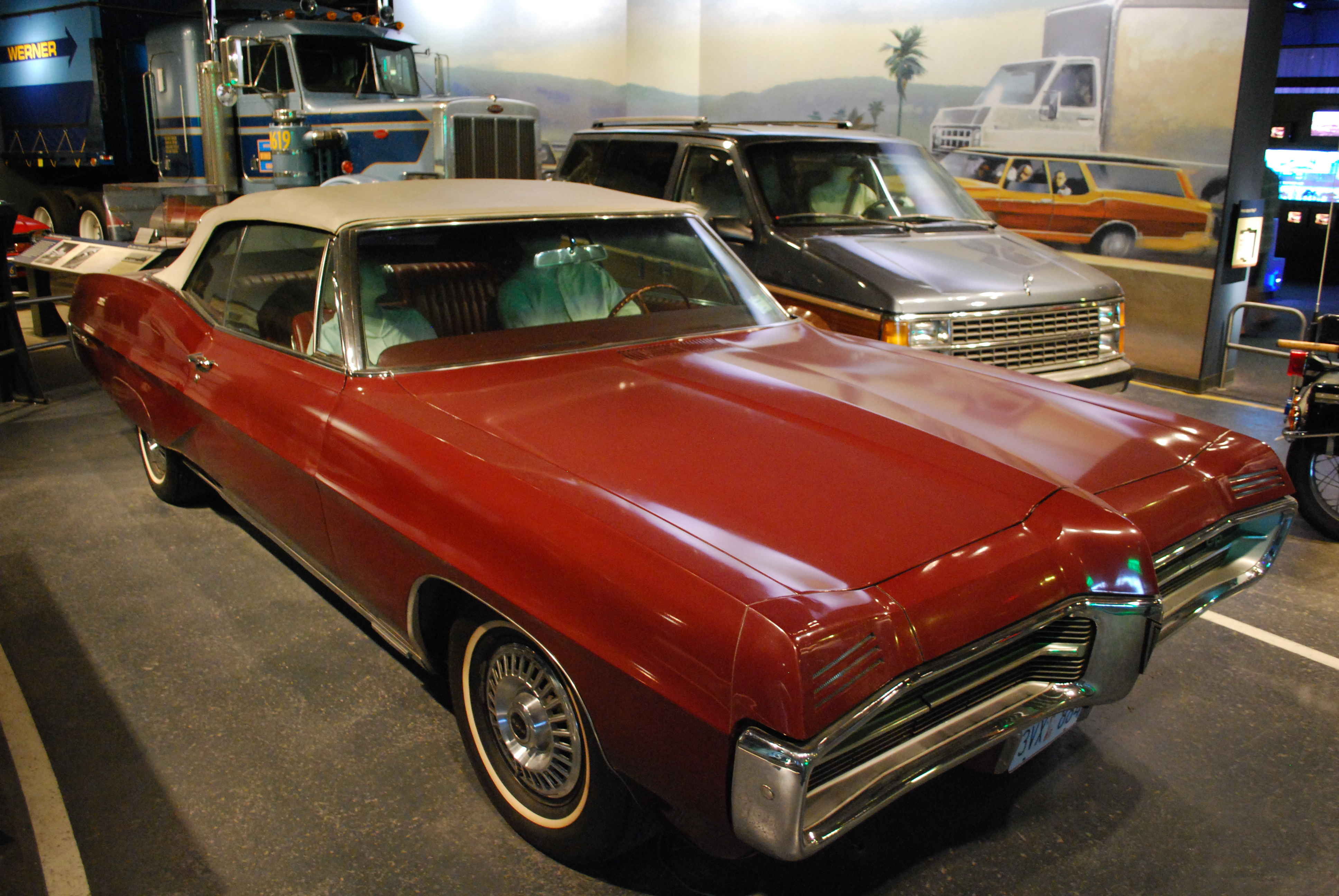
1967 Cabriolet
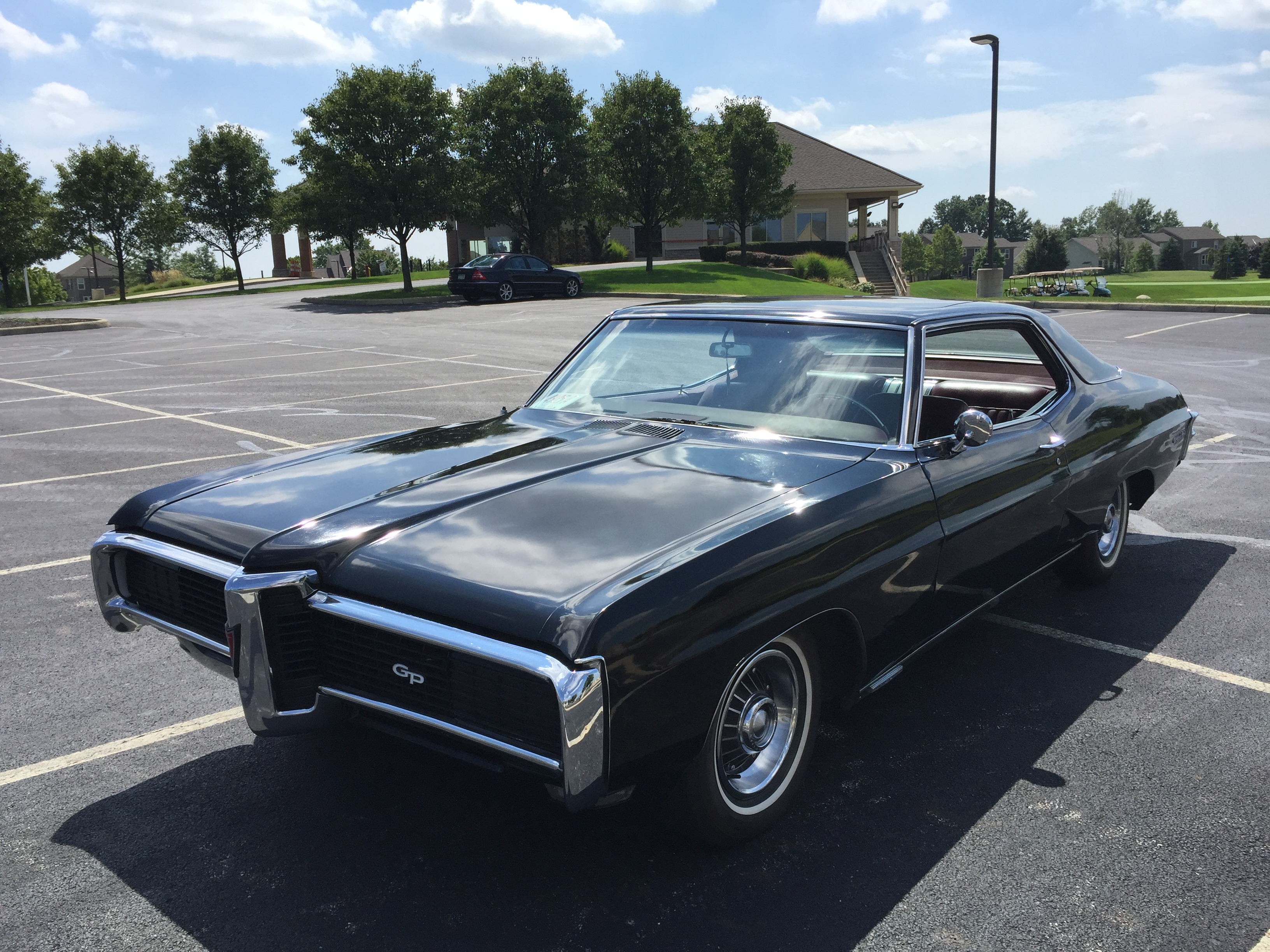
1968

## Zweite Generation

### 1969
Pontiacs Generaldirektor John DeLorean und andere Pontiac-Manager sahen eine Möglichkeit, die rückläufigen Verkaufszahlen des Grand Prix – 1963 fast 73.000 Einheiten gegenüber 32.000 Fahrzeugen im Jahr 1968 – in voller Höhe umzukehren, indem sie eine neue Nische auf dem aufkeimenden Markt für Luxuswagen schufen. Kleiner als der Cadillac Eldorado und der Oldsmobile Toronado, aber in einer Reihe mit dem Ford Thunderbird und dem Buick Riviera, konkurrierte der neue Grand Prix auch mit dem Dodge Charger. Die Verkaufszahlen erreichten mit über 112.000 Einheiten fast das Vierfache von 1968 bei einem Preis von mindestens 3.866 USD. In der Modellhierarchie von General Motors lag er unterhalb des Buick Riviera, der schon seit Jahren erfolgreich verkauft wurde, aber oberhalb des Chevrolet Monte Carlo, der ein Jahr nach dem Grand Prix eingeführt wurde.
Für das Modelljahr 1969 wurde der Grand Prix neu positioniert. Er war jetzt ein eigenständiges Modell mit einer eigenen, eleganten Coupékarosserie. Er war aber etwas kleiner als das bisherige Modell und basierte technisch auf dem Pontiac Le Mans, damals Pontiacs Mittelklassemodell auf der A-Plattform. Der neue Grand Prix hatte einen längeren Radstand als dieser und wurde daher als G-Plattform bezeichnet. Ab dem Modelljahr 1970 teilte sich der Grand Prix die Plattform mit dem neu eingeführten Chevrolet Monte Carlo.
Die Scheinwerfer waren nicht mehr verborgen und waren neben dem verkleinerten Frontgrill platziert. Die Heckpartie war wesentlich dezenter als die aggressive Frontpartie.
Der Grand Prix von 1969 hatte sein Debüt mit einem „Command Seat“, einer umlaufenden Instrumententafel im Cockpitstil, die die meisten Bedienelemente und Anzeigen in Reichweite des Fahrers platzierte. Die Einzelsitze wurden durch eine in die Instrumententafel integrierte, zum Fahrer hin geneigte Konsole abgetrennt, die einen Schalthebel, ein Staufach und einen Aschenbecher enthielt und den sportlichen Look des Innenraums noch verstärkte. Zusätzlich zu den „Morrokide“-Vinyl- und Stoffpolstern wurde erstmals auch eine Lederausstattung angeboten.
Zu den Neuerungen des Jahres 1969 gehörten eine in die Windschutzscheibe eingelassene Radioantenne, bündig montierte, klappbare Türaußengriffe, Seitenaufprallträger in den Türen und eine optionale, elektrisch beheizte Heckscheibe.
Durch den gegenüber dem vorherigen Catalina um drei Zoll auf 3000 mm (118 Zoll) verkürzten Radstand hatte der Grand Prix von 1969 eine eigene Karosserie – und Pontiacs längste Motorhaube aller Zeiten.
Der neue Grand Prix bekam keine neuen Motoren. Serie war der 350 SAE-PS leistende Motor mit 6,6 Liter (400 in3), der bereits für das Modelljahr 1968 grundlegend überholt worden war. Als Extra war der 7 Liter (428 in3) mit 390 SAE-PS wählbar.

### 1970
Vertikale Kühlergrilleinsätze ersetzten die horizontalen Streben des Modells von 1969. Ansonsten gab es keine nennenswerten optischen Änderungen.
Der bisher als Extra angebotene optionale 7 Liter (428 in3) wurde durch einen neuen 370 bruttoSAE-PS leistenden 7,5 Liter (455 in3) ersetzt, welcher bei einer „SJ“ genannten Ausstattungsversion für 223 bis 244 USD extra enthalten war. Der Basismotor mit 350 bruttoSAE-PS und 6,6 Liter (400 in3) war immer noch Standard. Ein Automatikgetriebe wurde als kostenlose Option angeboten.
Die Innenausstattung wurde ebenfalls geringfügig überarbeitet. Zu den serienmäßigen Strato-Einzelsitzen und der Mittelkonsole kehrte eine Sitzbank mit Mittelarmlehne als kostenlose Option zurück. Die Fahrzeuge mit Sitzbank verfügten über einen an der Lenksäule montierten Schalthebel für das Automatikgetriebe und ein am Armaturenbrett montiertes Handschuhfach, das den an der Konsole montierten Schalthebel und das Handschuhfach der Fahrzeuge mit Einzelsitzen ersetzte. In diesem Jahr gehörten Bremskraftverstärker und Scheibenbremsen vorne zur Standardausrüstung.
Im Modelljahr wurde mit rund 65.000 Fahrzeugen etwa die Hälfte der Zahl von 1969 verkauft.

### 1971
Ein neuer integrierter Stoßfänger/Kühlergrill und zwei größere Einzelscheinwerfer, die die Vierfachscheinwerfer der Modelle von 1969 und 1970 ersetzten, kennzeichneten die Einführung des Grand Prix von 1971. Das Heck erhielt eine geschwungenere Form und mit in die Stoßstange integrierten Rückleuchten. Die Überarbeitungen im Innenraum bestanden aus neuen Stoff- und Vinylbezügen, die Lederausstattung wurde nicht mehr angeboten.
Zur Auswahl standen der serienmäßige 6,6 Liter (400 in3) V8-Motor mit Doppel-Registervergaser und Doppelauspuffanlage, der 300 brutto SAE-PS leistete und der optionale 7,5 Liter (455 in3) mit 325 brutto SAE-PS. Beide Motoren erhielten ein deutlich niedrigeres Verdichtungsverhältnis (8,4 : 1 für 1971 gegenüber 10,25 : 1 im Jahr 1970), um sowohl verbleites, bleifreies oder bleifreies Benzin mit niedrigerer Oktanzahl verwenden zu können. Das Getriebeangebot wurde zunächst aus den Vorjahren übernommen, einschließlich des serienmäßigen Dreigang-Schaltgetriebes, des optionalen Viergang-Schaltgetriebes oder der Turbo-Hydra-Matic. Mitte des Jahres wurde die Turbo Hydra-Matic-Automatik zur Standardausrüstung und die manuelle Schaltung wurde gestrichen. Die Servolenkung mit variablem Übersetzungsverhältnis wurde ebenfalls zur Standardausrüstung.
Es wurden neue Leistungsangaben eingeführt, die von den Herstellern verlangten, die Netto SAE-PS mit allem Zubehör anzugeben (im Gegensatz zu den Bruttowerten ohne Zubehör). Dieses System ermöglichte eine realistischere Messung der Leistung. Der 6,6 Liter-Basismotor wurde mit 255 netto SAE-PS angegeben und der 7,5 Liter (455 in3) SJ-Modellen mit 260 netto SAE-PS. Für das 455 SJ-Modell gab es eine 195 USD-Option, die Rallye-Instrumente, Spiegel in Wagenfarbe, SJ-Plaketten und eine wartungsfreie ACDelco-Batterie umfasste. Die Produktionszahlen für 1971 waren mit 58.325 Einheiten niedriger als 1970. Der Wagen kostete mindestens 4314 USD.
Etwa 25 Pontiac Grand Prix wurden 1971 im Auftrag des New Yorker Unternehmens Stutz Motor Car of America von Officine Padane in Modena zu Luxuscoupés mit der Bezeichnung Stutz Blackhawk I umgebaut.

### 1972
Zu den geringfügigen Änderungen gehörten ein neuer Kühlergrill mit Kreuzmuster und neue Rückleuchten. Im Innenraum wurde die Verkleidung aus Wurzelholz durch ein neues Teakholz-Design ersetzt, und die Muster der Vinyl- und Stoffpolsterung wurden sowohl für die Einzelsitze als auch für die Sitzbank überarbeitet.
Das Motorenangebot blieb unverändert. Dadurch waren die Leistungszahlen der 1972er Modelle niedriger als die der 1971er, obwohl sich die tatsächliche Leistung zwischen den beiden Jahren nicht wesentlich veränderte. Unter dem Netto-PS-Messsystem wurde der serienmäßige 6,6 Liter (400 in3) V8 mit Doppel-Registervergaser mit 200 netto SAE-PS bewertet, während der optionale 7,5 Liter (455 in3) mit Doppel-Registervergaser mit 250 netto SAE-PS bei einer Verdichtung von 8,2 : 1 oder 300 netto SAE-PS mit dann 8,4 : 1 bewertet wurde. Alle Motoren hatten einen Doppel-Registervergaser, die beiden 7,5 Liter Motoren eine zweiflutige Auspuffanlage.
Mitte des Jahres brachte Pontiac eine Radialreifen-Option für den Grand Prix auf den Markt, die den Raddurchmesser von den serienmäßigen 14 Zoll (36 cm) auf 15 Zoll (38 cm) vergrößerte. Dies war das erste Mal, dass Pontiac eine Radialreifenoption für das gesamte Modelljahr anbot. Ebenfalls zur Jahresmitte wurde eine neue Gurtwarn-Leuchte mit Summer gemäß den Sicherheitsvorschriften des Bundes eingeführt. Diese Leuchte befand sich im Geschwindigkeitsmesser, welcher nicht mehr 140 mph (230 km/h), sondern 120 mph (190 km/h) anzeigte.
Für 1972 war ein völlig neuer Grand Prix geplant. Ein 67-tägiger konzernweiter Streik bei GM Ende 1970, der die Einführung des Modells 1971 behinderte, warf jedoch die Produktionspläne für das Modell 1972 zurück, und die für 1972 geplanten neuen A- und G-Plattform-Modelle wurden um ein Jahr auf das Modelljahr 1973 verschoben. Die Produktionszahlen stiegen nach zwei Jahren des Rückgangs wieder an und erreichten 91.961 Einheiten, womit sie nur noch an zweiter Stelle hinter dem Modell von 1969 lagen.

### Galerie der Modelljahre
Die Modelljahre 1969 und 1970 unterscheiden sich nur unwesentlich voneinander, gleiches trifft auf die Jahre 1971 und 72 zu. Auch hier gibt es nur kleinere optische Änderungen.

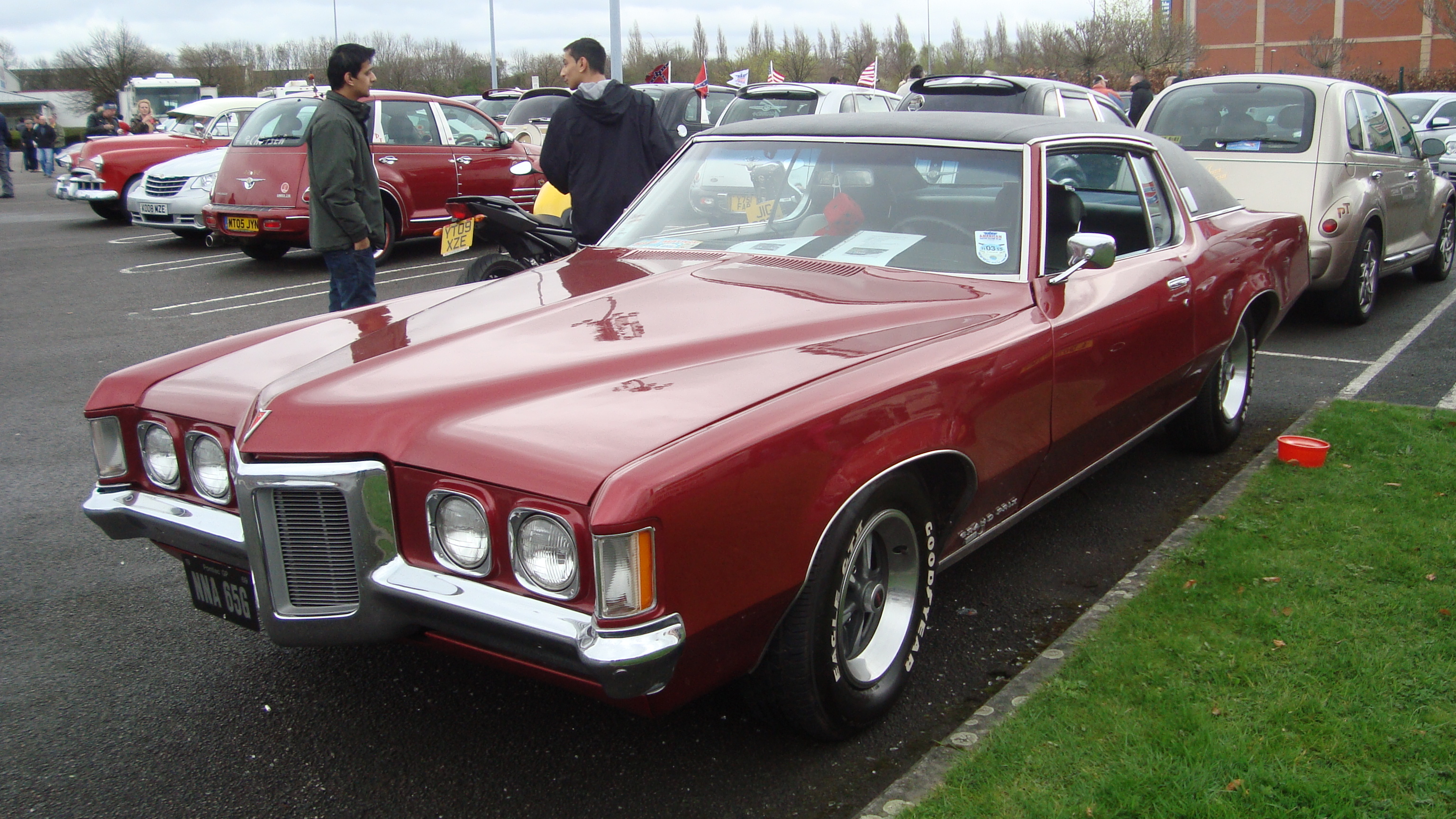
1969
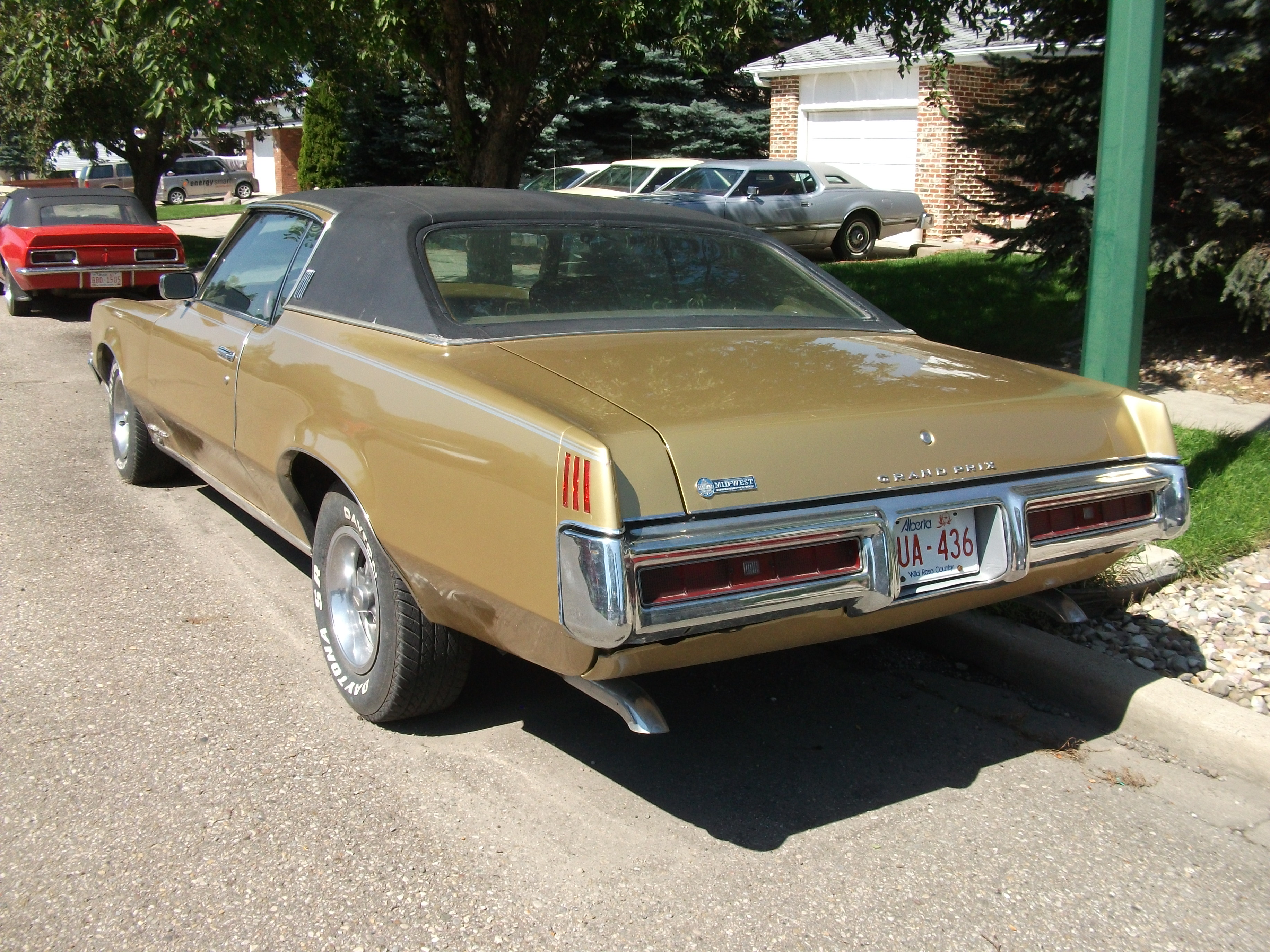
1969
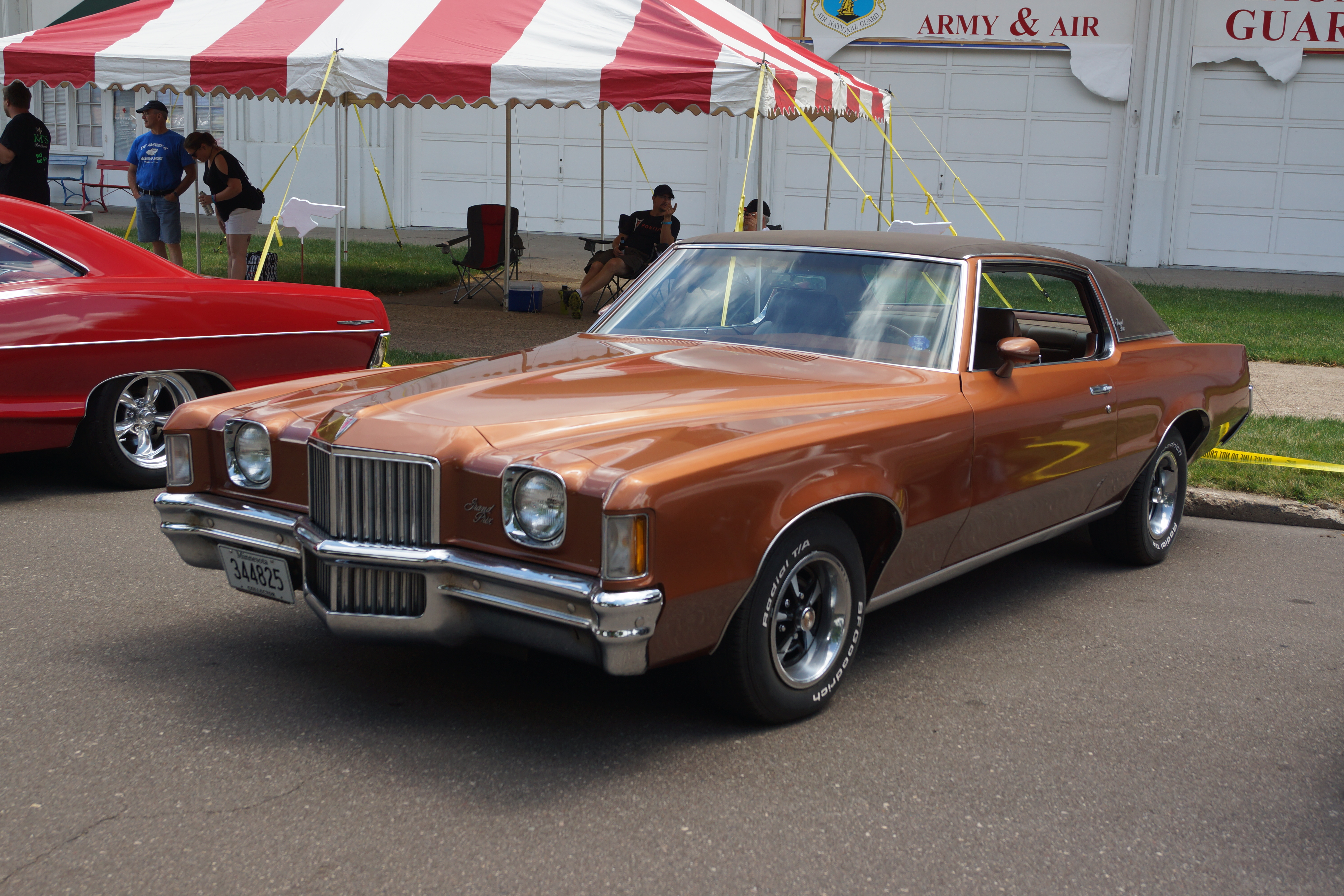
1971
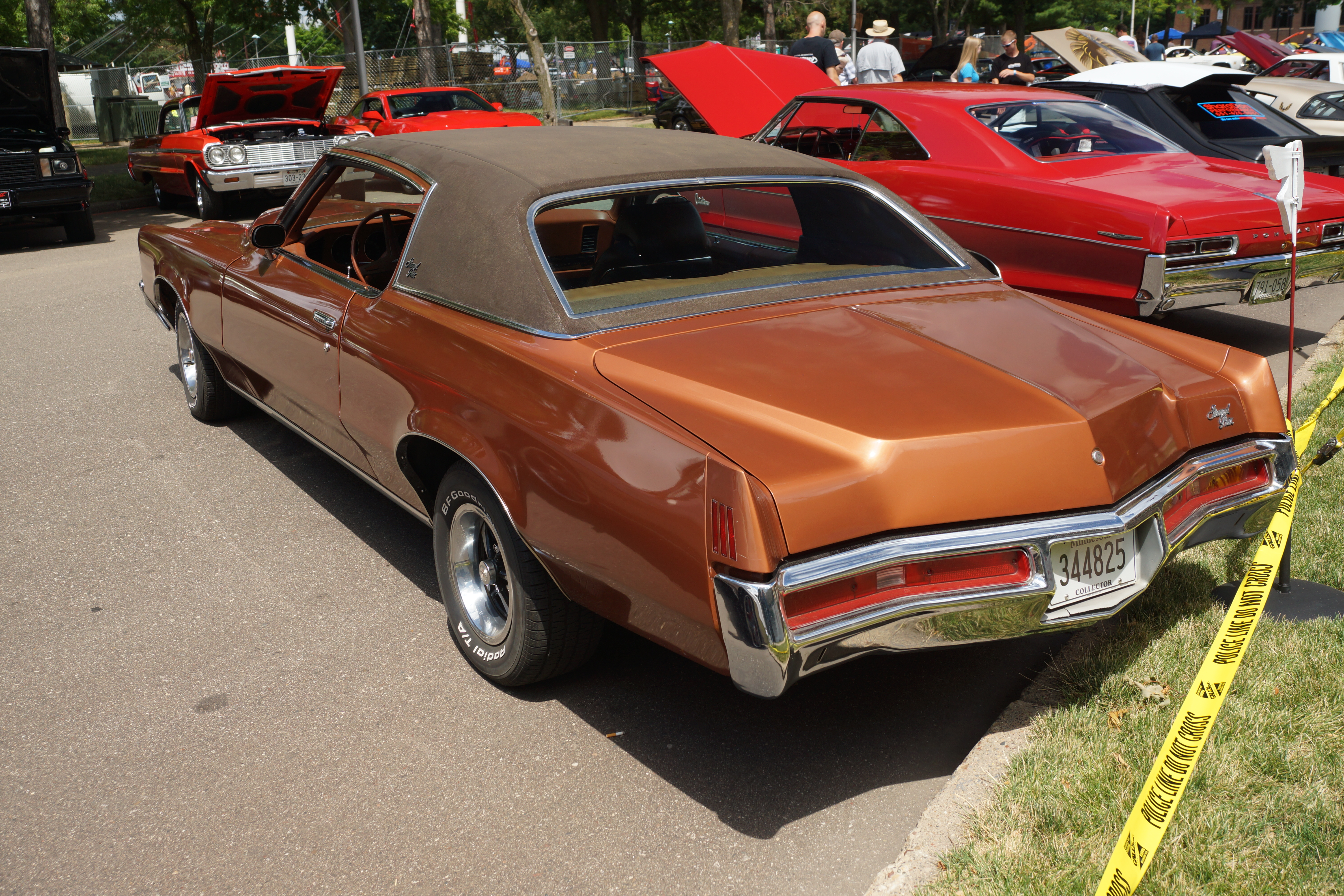
1971

## Dritte Generation

### Allgemeines
Auf der Basis dieser Grand-Prix-Generation baute der Luxusfahrzeughersteller Stutz sein Oberklassecoupé Blackhawk III, das von 1973 bis 1979 zu den teuersten amerikanischen Automobilen gehörte.

### 1973
Für das Modelljahr 1973 erschienen die Mittelklassemodelle aller GM-Marken in neuer Form. Der Grand Prix verlor dabei seine Eigenständigkeit und ähnelte sehr dem Chevrolet Monte Carlo. 1973 wurden der Grand Prix und der Monte Carlo komplett in die A-Plattform eingegliedert, wobei alle A-Coupés mit festem Dach als A-Special (und ab 1982 als G-Special) bezeichnet wurden. Zu diesen speziellen Coupés gehörten der Monte Carlo, der Grand Prix, der Oldsmobile Cutlass Supreme und der Buick Regal. Diese Generation war größer und schwerer. Obwohl immer noch große V8-Motoren zur Verfügung standen, war die Leistung auf Grund neuer Abgasreinigungssysteme rückläufig. Das auffälligste Styling-Merkmal dieser Generation war das kleine „Opernfenster“ in der C-Säule, das die hinteren Seitenfenster ersetzte. Der Grand Prix wechselte vom säulenlosen Hardtop-Design zu einem säulenartigen „Colonnade“-Hardtop mit rahmenlosem Türscheiben, wie es alle GM-Mittelklassen taten, als Reaktion auf die vorgeschlagenen bundesstaatlichen Sicherheitsstandards bezüglich des Überrollschutzes.
Das Front- und Heckdesign des Grand Prix von 1973 war eine Weiterentwicklung der Modelle von 1971 und 1972 mit einem Kühlergrill mit vertikaler V-Nase und Einzelscheinwerfern sowie der neuen, von der US-Regierung vorgeschriebenen Frontstoßstange, die einen Aufprall bis zu einer Geschwindigkeit von 8 km/h (5 mph) ohne Schäden bestehen musste. Das Heck wies eine überarbeitete, bootsheckähnliche Verkleidung mit quadratischen Rückleuchten oberhalb des Stoßfängers auf.
Der serienmäßige Antrieb bestand aus dem 6,6 Liter (400 in3) V8 mit Doppel-Registervergaser bei einer Leistung von 250 SAE-PS und dem Turbo Hydra-Matic-Getriebe. Ebenfalls serienmäßig waren Servolenkung und Bremskraftverstärker. Ein 7,5 Liter (455 in3) V8 war optional und in der „SJ“-Option enthalten, die auch vordere und hintere Stabilisatoren, Pliacell-Stoßdämpfer und Radialreifen umfasste. Leistungsstufen waren dann 250 oder 310 SAE-PS. Die Einführung von Radialreifen verbesserte das Fahrverhalten. Die Vorderradaufhängungen der A-Karosserien von GM basierten in dieser Produktionsphase auf dem Chevrolet Camaro und dem Pontiac Firebird.
Die Grand-Prix-Produktion erreichte einen neuen Rekord von über 150.000 Einheiten, die sich auf 133.150 Fahrzeuge vom „Basis“ Grand Prix und 20.749 Fahrzeuge vom Grand Prix SJ aufteilten.

### 1974
Der Grand Prix von 1974 erhielt einen überarbeiteten geteilten Kühlergrill mit vertikalen Stäben, der vollständig über dem Stoßfänger angebracht war. Auch am Heck waren Crash-festen Stoßstangen vorgeschrieben. Das Nummernschild und der Kraftstoffeinfüllstutzen wurden oberhalb der Stoßstange angebracht und die Rückleuchten wurden überarbeitet. Die Innenausstattung blieb im Vergleich zu 1973 praktisch unverändert. Zur Auswahl standen Strato-Einzelsitze mit Mittelkonsole oder eine Sitzbank mit Armlehne und Stoff- oder Morrokide-Polsterung. Die Einzelsitze waren optional mit Lehnenverstellung und verstellbarer Lendenwirbelstütze erhältlich. Ein per Gesetz vorgeschriebenes Verriegelungssystem verlangte, dass Fahrer und Beifahrer ihre Sicherheitsgurte anlegen mussten, um das Auto zu starten. Dieses System wurde nur für das Jahr 1974 und für einige frühe Modelle des Jahres 1975 angeboten.
Die Motoren wurden aus dem Jahr 1973 übernommen. Die Verkaufszahlen des Grand Prix für das Modelljahr 1974 fielen von dem Rekord von 1973 mit rund 150.000 Einheiten auf knapp unter 100.000 Einheiten.
Zunächst behielt er die großen Motoren mit 6600 (400 in3) bei 225 SAE-PS und 7500 cm3 (455 in3) bei 250 SAE-PS, doch schrumpfte die Motorleistung kontinuierlich, weil Abgasvorschriften in den USA verschärft wurden und in der Vor-Katalysator-Zeit bleifreies Benzin eingeführt wurde. Nach der Ölkrise 1973/74, die die USA sehr hart traf, wurden diese Motoren aber nicht mehr als zeitgemäß angesehen. So gab es ab 1976 auch einen neuen Basismotor mit 5700 cm3 (350 in3).

### 1975
Ein überarbeiteter Kühlergrill mit weniger vertikalen Streben und überarbeitete Rückleuchten kennzeichnen den Grand Prix von 1975. Zu den Änderungen gehörten auch die elektronische High-Energy-Zündung von GM und ein Katalysator, der die Verwendung von bleifreiem Benzin vorschrieb. Radialreifen wurden bei allen Modellen zur Standardausstattung.
Das neue Modell LJ wurde als neues Spitzenmodell eingeführt. Das Basismodell J war weiterhin erhältlich, ebenso wie das Modell SJ. Der LJ war mit Nadelstreifen und einer Innenverkleidung aus Velours ausgestattet. Die Tachometer wurden überarbeitet und zeigten 160 km/h (100 mph) an, statt wie in den Vorjahren 120 oder 140 mph (230 km/h), und die Geschwindigkeit wurde zusätzlich in Kilometern pro Stunde angezeigt.
Die Einführung des Katalysators bedeutete das Ende der Doppelauspuffanlage für 1975 und die Überarbeitung der Motoren. Die Leistung des 6,6 Liter (400 in3) V8 (serienmäßig in den J- und LJ-Modellen) sank von 230 auf 185 SAE-PS bei 3600 min−1, während die Leistung des 7,5 Liter (455 in3) (serienmäßig bei SJ, optional bei J und LJ) von 250 auf 200 SAE-PS reduziert wurde. Neu für 1975 war ein sparsamerer 6,6 Liter (400 in3) mit 170 PS und Doppelvergaser, der für die J- und LJ-Modelle als kostenloses Sonderzubehör erhältlich war.
Die Verkäufe gingen auf 86.582 Einheiten zurück, davon 64.581 „L“, 7.146 „SJ“ und 14.855 „LJ“.

### 1976
Ein neuer geteilter vertikaler Kühlergrill und vier rechteckige Scheinwerfer sowie überarbeitete Rückleuchtengläser hoben den Grand Prix von 1976 hervor. Die drei Modellbezeichnungen (J, SJ und LJ) wurden beibehalten, wobei der LJ und der SJ die gleichen Ausstattungsvarianten wie 1975 boten, mit der Ausnahme, dass der SJ auf einen standardmäßigen 6,6 Liter (400 in3) V8 heruntergestuft wurde.
Das Basismodell J wurde einer Reihe von inhaltlichen Änderungen unterzogen, um den Grundpreis um etwa 500 Dollar zu senken und so wettbewerbsfähiger mit anderen Luxuswagen der Mittelklasse zu sein. Zu diesen Änderungen für das „J“ gehörten ein kleinerer 160 SAE-PS 5,7 Liter V8 als Basistriebwerk. Die Innenausstattung in Leder war eine neue Option gegen Aufpreis, die für die Strato-Einzelsitze und die Modelle LJ und SJ erhältlich war. Sowohl die „LJ“- als auch die „SJ“-Modelle waren serienmäßig mit einem 180 SAE-PS starken 6,6 Liter (400 in3) V8 ausgestattet, der für das Modell J optional erhältlich war. Der 200 SAE-PS starke 7,5 Liter (455 in3) war für alle Modelle optional erhältlich.
Anlässlich des 50-jährigen Jubiläums von Pontiac im Jahr 1976 wurde eine Reihe von Sondermodellen des Grand Prix produziert. Technisch gesehen handelte es sich um eine LJ-Ausstattungsvariante. Diese Modelle verfügten über abnehmbare Hurst T-Tops, farblich abgestimmte Rally II-Räder, eine spezielle „Anniversary Gold“-Lackierung (eigentlich das „Autumn Gold“ des neuen Cadillac Seville), die durch ein weißes Operndach und weiße Seitenschutzleisten akzentuiert wurde. Die einzige verfügbare Innenraumfarbe war „Light  Buckskin“. Zu den weiteren Unterscheidungsmerkmalen gehörten spezielle Plaketten mit goldenen Motorhauben- und Kofferraummedaillons und einem goldenen „Pfeilspitzen“-Logo im Lenkrad. Die Käufer konnten sich für weiteres Zubehör entscheiden, das für den LJ erhältlich war. Viele entschieden sich für Sportinstrumente, Sportlenkräder oder Lederbezüge. Technisch waren sie den regulären Modellen ähnlich. Die Produktion des Grand Prix stieg: Die Verkäufe stiegen auf insgesamt 228.091 Einheiten.

### 1977
Tiefpunkt war im Modelljahr 1977 ein 5000 cm3 großer Motor, der trotz des (nach europäischen Maßstäben) immer noch großen Hubraums nur 135 SAE-PS (99 kW) leistete.
Eine komplette Überarbeitung der Frontpartie und des Stoßfängers kennzeichnete den Grand Prix von 1977, der das letzte Jahr der 1973er-Karosserie war, die 1978 durch einen verkleinerten GP ersetzt werden sollte. Die Standlichter befanden sich zwischen den Vierfach-Scheinwerfern (die gleiche Anordnung wie bei einem Oldsmobile Cutlass von 1967 oder 1968), und der Kühlergrill des Vorjahres wurde durch einen schmaleren ersetzt, der bis in den unteren Teil der Stoßstange reichte. Hinter der Stoßstange befanden sich neue Verstärkungen (Montageplatten), die zur Gewichtsreduzierung aus Aluminium statt aus Stahl gefertigt waren. Im hinteren Bereich wurden die Rückleuchten vereinfacht, um die wuchtigen Topfmetall-Einfassungen zu eliminieren, die 1976 den horizontalen Streifeneffekt erzeugten. Die drei gleichen Modelle (J, LJ und SJ) wurden mit überarbeiteten Motoren angeboten. Das Basismodell J wurde serienmäßig mit Pontiacs neuem 5,0 Liter (301 in3) V8-Motor mit 135 SAE-PS bei 3800 min−1 ausgestattet, der viel zu klein und zu schwach war, um ein zwei Tonnen schweres Auto zügig anzutreiben.
Die Grand Prix-Verkäufe stiegen auf ein Allzeithoch von über 270.000 Einheiten im Jahr 1977, dem letzten Jahr für diese Karosserieform.

### Galerie der Modelljahre

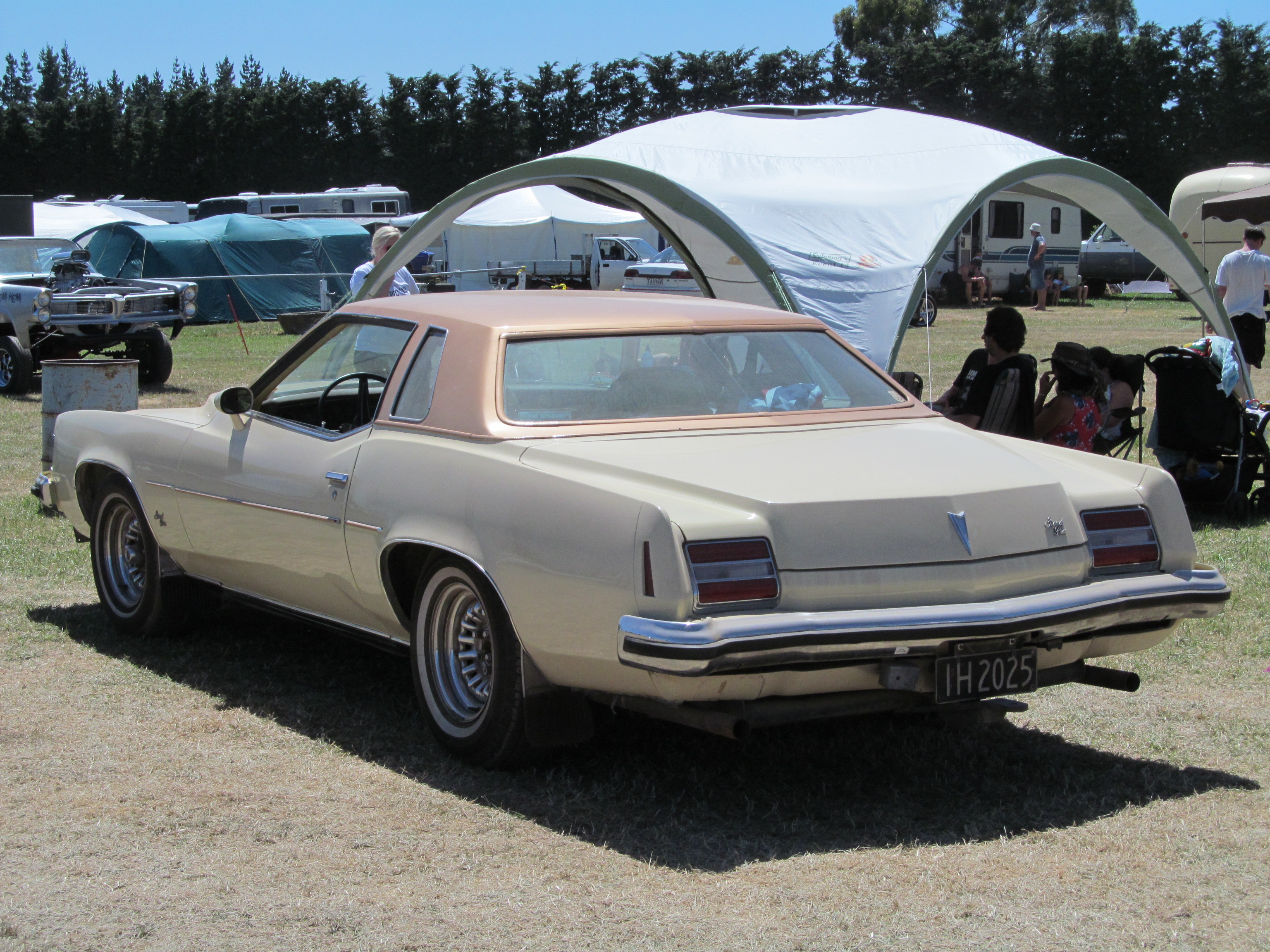
1973
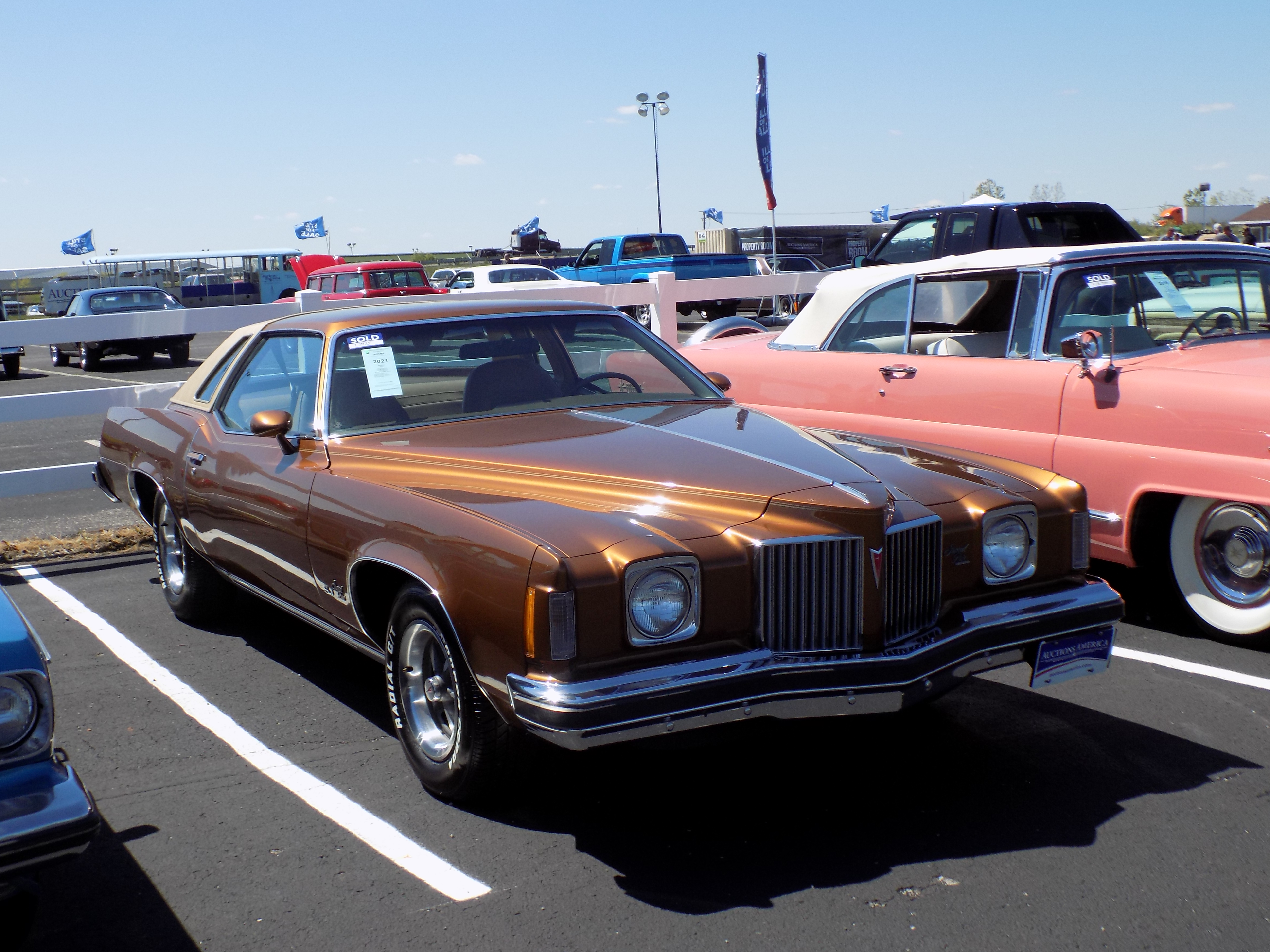
1974 SJ
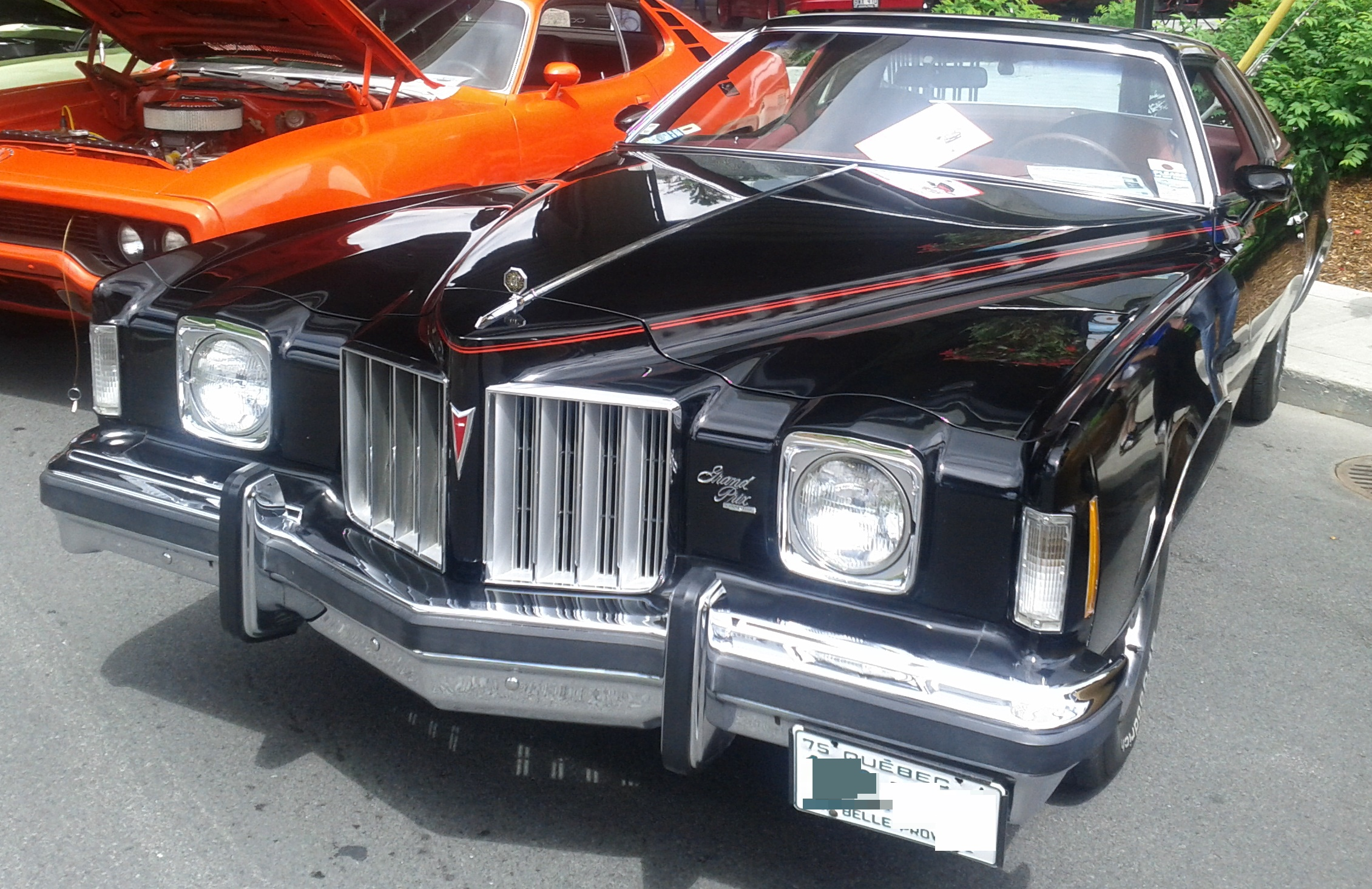
1975
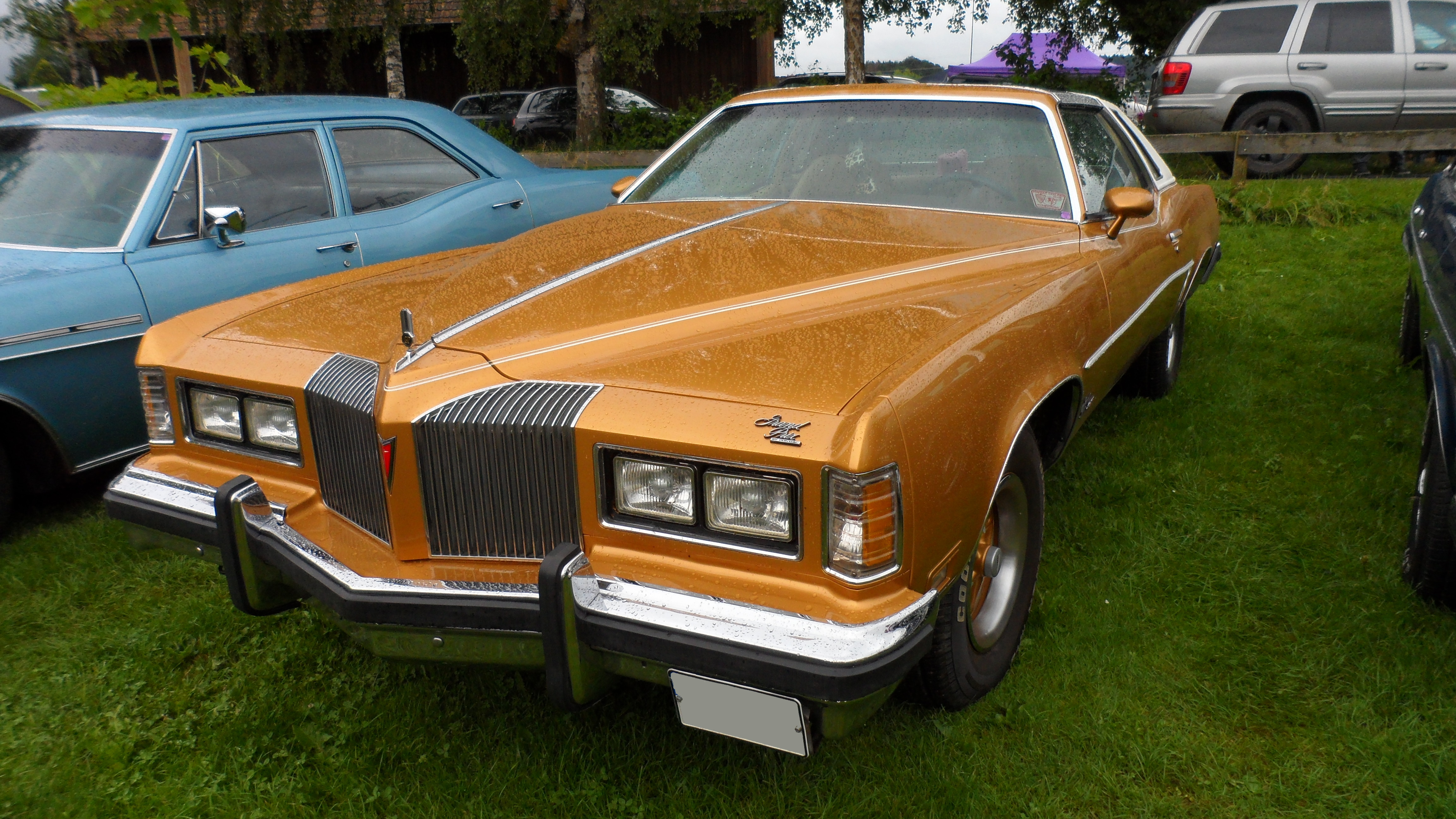
1976 LJ „Golden Anniversary Edition“
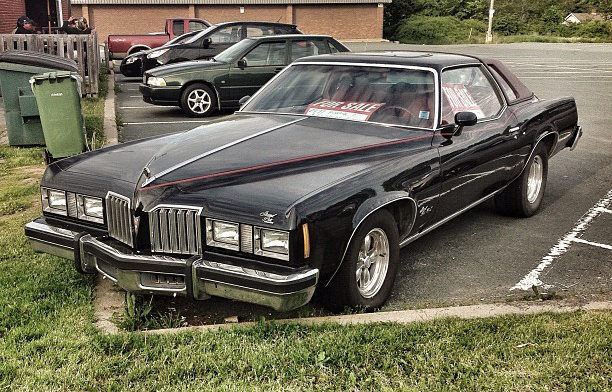
1977
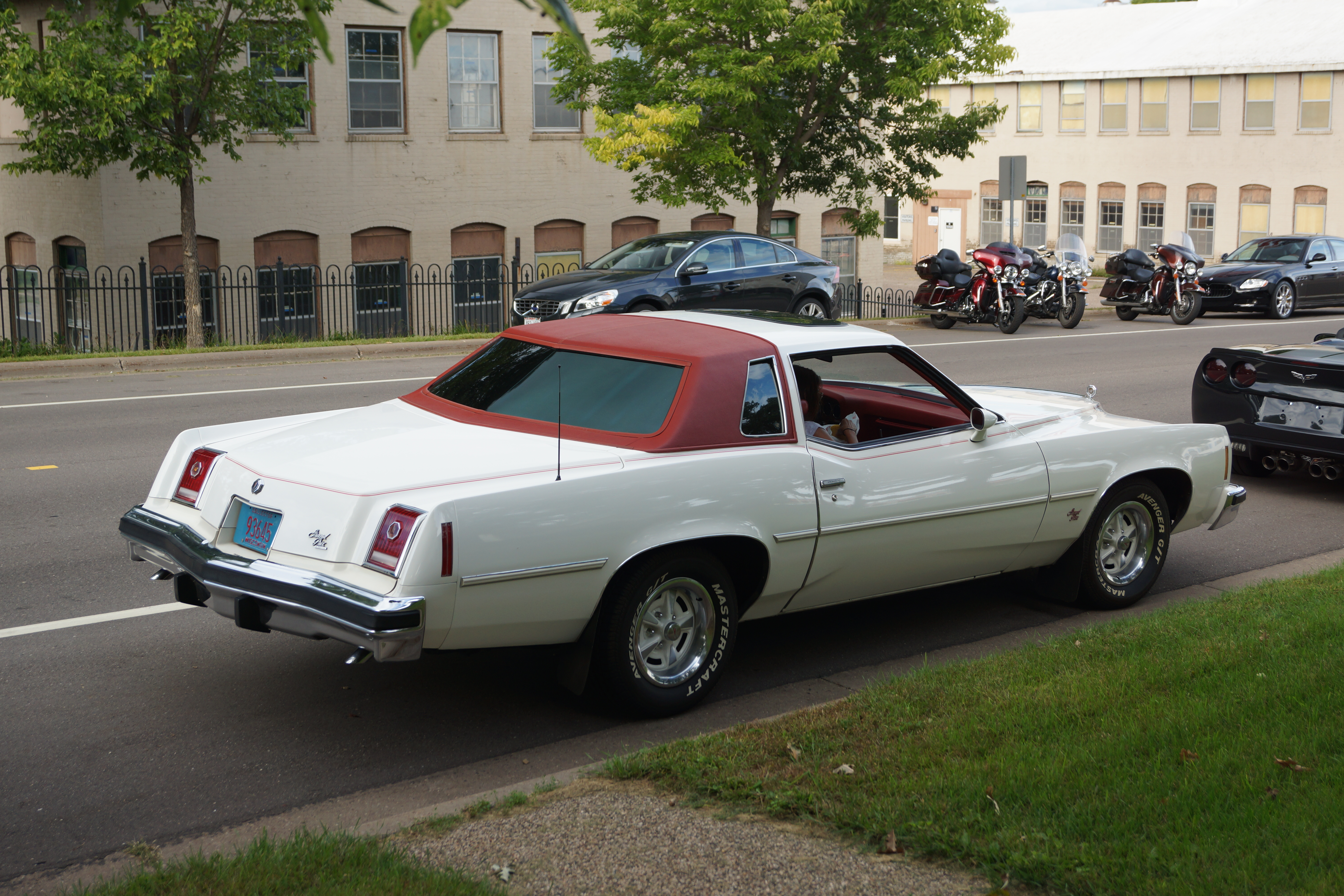
1977

## Vierte Generation

### 1978
Vier Jahre brauchte der General-Motors-Konzern, um auf die durch die Ölkrise fundamental veränderten Verhältnisse zu reagieren. Erst im Herbst 1977 erschienen die GM-Mittelklassemodelle in neuer, deutlich verkleinerter Form.
Die neuen Wagen waren 30 cm kürzer und 300 kg leichter als ihre Vorgänger. Wieder war der Grand Prix das Luxuscoupé zum Pontiac Le Mans und das Schwestermodell des Chevrolet Monte Carlo.
Zum ersten Mal in der Geschichte des Grand Prix gehörte ein V8-Motor nicht zur Serienausstattung. Um die nach der Energiekrise von 1973/74 erlassenen CAFE-Vorschriften (Corporate Average Fuel Economy) zu erfüllen, wurde das Basismodell (ehemals Modell J) serienmäßig mit einem 3,8 Liter (231 in3) V6-Motor von Buick ausgestattet. Zudem gab es noch drei V8-Motoren mit 4,3 Liter (265 in3), 4,9 Liter (301 in3) von Pontiac und 5,0 Liter (305 in3) von Chevrolet, die von 125 bis 160 SAE-PS leisteten und zum Teil aus der vorherigen Generation übernommen wurden. Das Luxusmodell LJ war serienmäßig mit dem 135 SAE-PS starken 4,9 Liter (301 in3) V8 mit Doppelvergaser ausgestattet, während der sportliche SJ von einem 150 SAE-PS starken 4,9 Liter (301 in3) V8 mit Doppel-Registervergaser angetrieben wurde. Die Höchstgeschwindigkeit des Sechszylinders lag bei 154 km/h (96 mph), während der 150 SAE-PS starke V8 eine Höchstgeschwindigkeit von 175 km/h (109 mph) erreichte.
Ein Dreigang-Schaltgetriebe gehörte beim V6-Basismodell zur Serienausstattung, das Dreigang-Automatikgetriebe war optional. Das Turbo Hydra-Matic-Getriebe war bei den Modellen LJ und SJ sowie bei den Basismodellen mit einem der beiden optionalen V8-Motoren serienmäßig. Zu den serienmäßigen Sitzen gehörten beim Basismodell GP eine Rücksitzbank mit Stoff- oder Morrokide-Vinylbezug, beim LJ eine gepolsterte Velours-Rücksitzbank und beim SJ Strato-Einzelsitze mit Stoff- oder Morrokidebezug. Die Einzelsitze waren für den Basis-GP optional, und eine im Verhältnis 60/40 geteilte Sitzbank war sowohl für die Basis- als auch für die LJ-Modelle optional erhältlich. Für die SJ-Modelle war eine Viscount-Lederpolsterung mit Einzelsitzen erhältlich.

### 1979
Ein neuer Kreuzschraffur-Kühlergrill und überarbeitete Rückleuchten waren die einzigen optischen Änderungen, die der Grand Prix 1979 erhielt. Die Modelle Basis, LJ und SJ blieben unverändert, ebenso wie die grundlegende Motorenpalette, einschließlich Buicks V6 mit 3,8 Liter (231 in3), der serienmäßig in den Basis- und LJ-Modellen eingebaut war, des 135 SAE-PS starken V8 mit 4,9 Liter (301 in3) von Pontiac mit Doppelvergaser, der für beide Modelle optional war, und des 4,9 Liter mit Doppel-Registervergaser der 150 SAE-PS leistete, der serienmäßig im SJ und optional in den anderen Modellen eingebaut war.
Die Getriebe blieben unverändert, wobei das Dreigang-Schaltgetriebe beim Basismodell mit dem V6-Motor serienmäßig und das Automatikgetriebe optional war. Das Automatikgetriebe war Standard bei den LJ- und SJ-Modellen und bei allen Modellen, die mit einem V8-Motor bestellt wurden. Die Pontiac V8-Motoren waren in Kalifornien nicht erhältlich und wurden durch den Chevy 5,0 Liter (305 in3) mit 140 oder 160 SAE-PS ersetzt. Neu und nur für ein Jahr erhältlich war in diesem Jahr ein Viergang-Schaltgetriebe, das für alle Modelle mit dem 4,9 Liter (301 in3) V8 erhältlich war.

### 1980
Der Grand Prix von 1980 hatte wieder einen vertikalen Kühlergrill und neue Rückleuchten mit „GP“-Schriftzug. Ein Automatikgetriebe gehörte bei allen Modellen zur Standardausrüstung, und der Pontiac-V8 mit Zweifachvergaser und 4,9 Liter (301 in3) wurde durch einen neuen V8 mit 4,3 Liter (265 in3) und einer Leistung von 125 SAE-PS ersetzt. Der Buick 3,8 Liter (231 in3) V6 und die Doppelvergaser-Version des Pontiac 4,9 Liter (301 in3) wurden aus dem Vorjahr übernommen, ebenso wie der in Kalifornien angebotene Chevy 5,0 Liter (305 in3).

### 1981
Eine geringfügige Umgestaltung des Blechs zur Verbesserung der Aerodynamik und ein neuer Kühlergrill sowie eine überarbeiteten Heckpartie kennzeichneten das neue Modelljahr. Das SJ-Modell wurde gestrichen und eine neue Brougham-Serie war das Flaggschiff der Grand-Prix-Reihe. Die Brougham-Modelle waren serienmäßig mit allen Ausstattungsoptionen, einer plüschigen Stoffinnenausstattung ähnlich dem Bonneville Brougham und einem Halbdach-Vinylverdeck ausgestattet. Die Basis- und LJ-Modelle blieben wie zuvor. Alle Modelle waren serienmäßig mit dem Buick 3,8 Liter (231 in3) V6 und dem 4,3 Liter (265 in3) Pontiac V8 ausgestattet, der als Option gegen Aufpreis erhältlich war. Der 4,9 Liter (301 in3) V8 wurde eingestellt. Ab 1981 gab es auch den von Oldsmobile gelieferten 5,7 Liter großen V8-Dieselmotor, doch enttäuschten bei diesem die mangelhafte Zuverlässigkeit und Dauerhaltbarkeit. Außerdem war der geforderte Mehrpreis von 700 USD erheblich. Da der Diesel nicht sparsamer als der Basis-Sechszylindermotor war, wurde er 1985 wieder aufgegeben.
Das Jahr 1981 war auch das letzte Jahr, in dem die Pontiac Motor Division einen eigenen V8-Motor anbieten konnte. Grund dafür war die sich abzeichnende GM-Motorenpolitik, die vorsah, dass Pontiac nur noch Vierzylindermotoren und Buick nur noch V6-Motoren bauen sollte. Chevrolet und Oldsmobile hingegen V8-Motoren für die meisten GM-Pkw und -Lkw. Cadillac seinen eigenen V8-Motor mit Aluminiumblock, der 1982 erstmals vorgestellt wurde. Ab 1982 wurden alle mit V8-Motoren ausgestatteten Pontiacs mit Chevy- oder Olds-Motoren ausgestattet.

### 1982
Der Grand Prix von 1982 war praktisch eine Wiederholung des Modells von 1981, ohne nennenswerte optische Veränderungen. In diesem Jahr wurden in den USA keine V8-Ottomotoren angeboten (In Kanada war der Chevy 5,0 Liter (305 in3) V8 als Option erhältlich), so dass nur der Standard Buick 3,8 Liter (231 in3) V6, ein größerer Buick 4,1 Liter (252 in3) V6 und der Oldsmobile 5,7 Liter (350 in3) Diesel V8 übrig blieben. Die A-Plattform wurde zum Frontantrieb, während die Mittelklasse-Plattform mit Hinterradantrieb als G-Body weitergeführt wurde. Der verkleinerte viertürige Bonneville war mit dem Grand Prix verwandt. Auch die Klimaautomatik wurde 1981 abgeschafft, so dass alle Modelle nur noch über eine manuelle Klimatisierung verfügten. Die meisten Modelle von 1982 hatten eine zweifarbige Innenausstattung. Die Vorderradaufhängung war unabhängig mit Querlenkern, Schraubenfedern, Stabilisatoren und Teleskopstoßdämpfern, während die Hinterachse weiterhin die Antriebsachse blieb.

### 1983
Die Grand-Prix-Modelle von 1983 hatten keine Motorhaubenzierleiste und keine Kofferraumabdeckung. Eine wichtige Änderung am Motor war, dass der 4,1 Liter (252 in3) V6 eingestellt wurde und der V8-Ottomotor nach einem Jahr Abwesenheit (bei US-Modellen) in Form des 150 SAE-PS starken Chevrolet 5,0 Liter (305 in3) zurückkehrte. 1983 markierte auch das Ende der LJ-Serie, da das LE-Modell für das Modelljahr 1984 eingeführt wurde.

### 1984
Einige kleinere Änderungen und Überarbeitungen kennzeichneten den Grand Prix des Jahres 1984, darunter die Rückkehr der achteckigen Pontiac-Haubenverzierung (die ursprünglich 1976 debütierte), Anzeigen mit orangefarbenen Nadeln und roten Markierungen (die vorherigen Grand-Prix-Anzeigen von 1978 bis 1983 hatten weiße Nadeln), ein T-förmiger Wahlhebel auf der Mittelkonsole, ein aktualisiertes Sitzdesign sowie eine Holzmaserungsplatte über dem Handschuhfach (die vorherigen Grand Prix von 1978 bis 1983 hatten eine schwarze Platte). Optional war auch ein neues Lenkrad mit vier Speichen erhältlich. Die Basis- und Brougham-Modelle blieben unverändert, aber der LJ wurde durch ein neues LE-Modell ersetzt. Die Motoren waren dieselben wie zuvor, einschließlich des Buick 3,8 Liter (231 in3) V6, des Chevy 5,0 Liter (305 in3) V8 und des Oldsmobile 5,7 Liter (350 in3) Diesel V8. Eine neue Option in diesem Jahr war die Turbo Hydra-Matic 200-4R Viergang-Overdrive-Automatik, die mit dem 5,0 Liter (305 in3) V8 erhältlich war und für einen verbesserten Kraftstoffverbrauch auf der Autobahn sorgte.

### 1985
Der Grand Prix bekam einen neuen Kühlergrill im Schachbrettmuster sowie eine optionale zweifarbige Lackierung mit einem verblassenden Karosseriestreifen. Das achteckige „GP“-Logo kehrte auch auf die Rücklichter zurück. 1985 war das letzte Jahr für die flache Heckklappe, denn 1986 wurde gesetzlich vorgeschrieben, dass die Fahrzeuge mit einer dritten Bremsleuchte ausgestattet sein mussten. Die neue digitale Stereoanlage wurde eingeführt. Zu den Sonderausstattungen für den Pontiac Grand Prix von 1985 gehörten ein werkseitiger Heckspoiler, die seltenen Aluminium-Turboräder mit Rippen und ein vollwertiges Reserverad. Der Standardmotor für 1985 war der von Buick gebaute 3,8 Liter (231 in3) V6 mit 110 SAE-PS, optional war ein 5,0 Liter (305 in3) V8 von Chevy mit 150 SAE-PS erhältlich. Der 5,7 Liter (350 in3) Diesel V8 von Oldsmobile wurde aus der Optionsliste gestrichen. Die Ausstattungsstufen waren Standard, LE und Brougham.

### 1986
Ein aktualisiertes Rücklichtdesign mit drei Abschnitten war die einzige größere Änderung am 1986er Grand Prix.
Ein neues 2+2-Modell wurde für die Homologation einer aerodynamischen Coupé-Karosserie für NASCAR-Wettbewerbe angeboten, wie Chevrolets 1986er Monte Carlo SS Aerocoupe. Die 2+2-spezifischen Karosserieteile waren eine aerodynamische Front, eine gewölbte Heckscheibe und ein Kofferraumdeckel aus Glasfaser mit integriertem Spoiler. Alle 2+2-Modelle waren mit einem 5,0 Liter (305 in3), dem 200-4R Viergang-Automatikgetriebe und einer Hinterachsübersetzung von 3,08:1 ausgestattet. Sie hatten eine zweifarbige Lackierung mit silberner Oberseite und grauer Unterseite, mit 2+2 Aufklebern und Streifen und 15×7" Rally II Stahlfelgen.
Während der 3,8 Liter (231 in3) V6 für den regulären Grand Prix Standard blieb, wurde ein 4,3 Liter V6 von Chevrolet mit 90° Zylinderbankwinkel und mit Kraftstoffeinspritzung in die Optionsliste für andere Modelle als den 2+2 aufgenommen. Dieser Motor war mit einem Dreigang- oder einem Viergang-Automatikgetriebe erhältlich.

### 1987
Der Grand Prix von 1987 war im Grunde eine Wiederholung des Modells von 1986, abgesehen vom Wegfall des 2+2-Modells. Die drei Modelle Basis, LE und Brougham wurden beibehalten. Das Motorenangebot umfasste wieder den standardmäßigen Buick 3,8 Liter (231 in3) V6, den Chevrolet 4,3 Liter V6 oder den optionalen Chevrolet 5,0 Liter (305 in3) V8.
Dies sollte das letzte Jahr für den G-Body Grand Prix sein, der 1988 durch die völlig neue W-Plattform-Version ersetzt wurde. Das Modelljahr 1987 war auch der letzte GP mit Hinterradantrieb, V8-Motoren (bis Ende 2005) und einer separaten Karosserie in Rahmenbauweise.
Ansonsten war diese Modellgeneration äußerst langlebig.

### Galerie der Modelljahre
- 1978
- 1979
- 1980
- 1981
- 1983
- 1985
- 1986
- 1986 2+2
- 1986 2+2

## Fünfte Generation

### 1988
Die fünfte Generation startete am 12. Januar 1988. Sie markiert eine radikale Abkehr des bislang verfolgten Konzepts eines Personal Luxury Cars wie ihn die Vorgängermodelle verkörperten: Der nunmehr in Kansas City, Kansas gebaute Grand Prix war jetzt eine Modellreihe in der oberen Mittelklasse und teilte mit den ebenfalls neuen Oldsmobile Cutlass Supreme und Buick Regal die GM W/G10-Plattform mit Frontantrieb. Erhältlich waren eine viertürige Stufenhecklimousine und weiterhin ein Coupé in den Ausstattungsvarianten Standard, LE und SE.
Basismotor war der 2,8 Liter V6 (173 in3) von Chevrolet mit Port Fuel Injection und 130 SAE-PS (97 kW), wahlweise in Verbindung mit einer 4-Stufen-Automatik oder einem von GETRAG entwickelten 5-Gang-Schaltgetriebe. Letzteres war Standard für den sportlichen SE. Gegenüber dem Vorgängermodell war der Grand Prix bei ähnlichem Radstand in den Außenmaßen deutlich geschrumpft, bot aber dank des Vorderradantriebs und besserer Raumökonomie viel mehr Platz im Innenraum.
Der LE war gut ausgestattet mit elektrischen Fensterhebern und Türschlössern sowie einem digitalen Armaturenbrett mit analogem Drehzahlmesser. Die SE-Modelle verfügten über elektrisch verstellbare Vordersitze mit mehrfacher Lendenwirbelstütze, Seitenwangen und Seitenflügeln, ein AM/FM-Kassettenradio sowie einen Bordcomputer und einen Kompass in der Mitte des Armaturenbretts. Ein einzigartiges Merkmal, das nur beim Grand Prix zu finden war, war das Zahlenschloss für das Handschuhfach anstelle eines Schließzylinders mit Schlüssel. Der Grand Prix wurde von Motor Trend zum Auto des Jahres 1988 gekürt.

### 1989
Während des Modelljahrs 1989 wurde der Motor des Vorjahres für Automatik-Fahrzeuge um einen V6 mit 3,1 Liter (191 in3) Hubraum ergänzt, der 140 SAE-PS leistete. Der 3,1-Liter-Motor war mit einem Viergang-Automatikgetriebe kombiniert, während der verbleibende 2,8 Liter entweder mit einem Schalt- oder einem Automatikgetriebe kombiniert werden konnte. Eine Klimaanlage gehörte ab dann zur Serienausstattung.
Einiges Aufsehen erregte ein in Zusammenarbeit mit ASC / McLaren entwickeltes Sondermodell, das mit Kompressor 200 SAE-PS (153 kW) leistete und sich durch 16-Zoll-Felgen, ausgestellten Kotflügeln und Fahrwerksverbesserungen von den anderen Grand Prix unterschied. Nur 2000 Exemplare des ausschließlich in rot oder schwarz angebotenen Sportwagen wurden hergestellt.

### 1990
1990 wurde das Basismodell zugunsten einer Limousinenversion, am 12. September 1989 war Produktionsstart, aufgegeben (als Ersatz für den Pontiac 6000, dessen Produktion im darauffolgenden Jahr eingestellt wurde und für den nur in Kanada erhältlichen Pontiac Tempest). Eine bemerkenswerte Einführung für den Grand Prix im Jahr 1990 war der neue STE (Special Touring Edition), der das STE-Modell des Pontiac 6000 ersetzte. Zur Serienausstattung gehörten eine Kassetten-Stereoanlage mit Equalizer und acht Lautsprechern (ein Compact-Disc-Spieler war optional erhältlich), ein schlüsselloser Zugang mit Fernbedienung, ein elektrisch verstellbarer 8-Wege-Fahrersitz mit mehrfacher Lenden- und Seitenverstellung für beide Vordersitze und ein Kompass/Reisecomputer, der informativer war als die Geräte in den SE- und Turbo-Coupés. Für 1990 war auch eine LE-Limousine erhältlich, die serienmäßig mit einem 2,3-Liter-Motor und einer 3-Gang-Automatik ausgestattet war, dem ersten Einsatz eines 4-Zylinder-Reihenmotors in einem Grand Prix. Der 2,8-Liter-V6-Motor wurde eingestellt, während der 3,1-Liter-Motor weit verbreitet war und serienmäßig mit einem Fünfgang-Schaltgetriebe ausgestattet wurde.

### 1991
Das Grand Prix Turbo Coupé wurde durch eine neue GTP-Version ersetzt. Dieses Modell verfügte über einen 3,4-Liter-DOHC-V6-Motor, der mit einem Fünfgang-Schaltgetriebe 210 SAE-PS (160 kW) und mit der optionalen Viergang-Automatik 200 SAE-PS leistete. Innen war der GTP im Wesentlichen mit dem Turbo identisch. Eine bemerkenswerte Ausnahme war das optionale Head-up-Display, das es bisher nur beim Cutlass Supreme gab. Das Äußere trug Mini-Vierfach-Scheinwerfer (wie alle anderen Grand Prix Coupés), „GTP Grand Prix“ und „24 Valve V6“-Plaketten. Der STE-Turbo wurde durch einen 3,4 Liter STE ersetzt und konnte mit Automatik- oder Schaltgetriebe bestellt werden. Für das SE Coupé gab es das B4U-Paket mit GTP-Karosserie und Aluminiumfelgen. Eine SE-Limousine war ebenfalls erhältlich und bot ein STE-ähnliches Design zu einem niedrigeren Preis. Das LE-Coupé wurde 1991 nicht mehr hergestellt.

### 1992
Das Antiblockiersystem (ABS) war für alle Modelle des Jahres 1992 optional erhältlich, der 2,3-Liter-Motor entfiel, und die LE-Limousine erhielt die SE/STE-Front.

### 1993
Dies war das letzte Jahr, in dem das B4U-Karosseriepaket im alten Stil angeboten wurde. Es gab ein Sondermodell mit grüner Metallic-Lackierung, goldenen Felgen und Nadelstreifen. Es war auch das letzte Jahr, in dem ein Schaltgetriebe als Option bestellt werden konnte und in dem das Armaturenbrett der bisherigen Modellgeneration verwendet wurde.

### 1994
Der Grand Prix bekam 1994 ein Facelift mit neu gestalteter Front- und Heckpartie. Zunächst wurden die Modelle LE und STE aus dem Programm genommen. Der GT und der GTP wurden zu Optionspaketen für die SE-Limousine bzw. das SE-Coupé. Diese Optionspakete enthielten den überarbeiteten 3,4-Liter-V6 und ein Sportfahrwerk.
Im Innenraum gab es eine neue Instrumententafel mit zwei Airbags, viel größere und leichter zu bedienende Bedienelemente, und die Sicherheitsgurte wurden nur bei der Limousine an die B-Säulen statt an die Türen verlegt; die Coupés behielten das automatische Sicherheitsgurt-Design bei. Unter der Motorhaube wurde der 3,1-Liter-V6 durch den 3100 SFI V6 mit 160 SAE-PS (120 kW) ersetzt, während der 3,4-Liter-V6 210 SAE-PS (160 kW) leistete. Bei der Grand Prix Limousine wurden auch die Rücklichter leicht überarbeitet. Sie leuchteten in Gelb über Rot statt wie in den Vorjahren in Rot über Gelb; die Rücklichter des Coupés blieben jedoch unverändert. Bei einigen Modellen wurden die Spiegel in Wagenfarbe lackiert.

### 1995 und 1996
Es gab im Modelljahr 1995 keine erwähnenswerten Änderungen.
Für 1996 wurde die Mittelkonsole geringfügig umgestaltet. Dies war auch das letzte Jahr, in dem das BYP-Karosseriepaket angeboten wurde. Der 3,4-Liter-DOHC-V6-Motor wurde durch Verbesserungen an Einlass und Auspuff um 5 SAE-PS (3,7 kW) gesteigert. Alle Grand Prix Coupés erhielten ein Sportpaket mit Fünfspeichen-Leichtmetallrädern und Doppelauspuff.
Dies war das letzte Jahr für den Grand Prix der fünften Generation.

### Galerie der Modelljahre

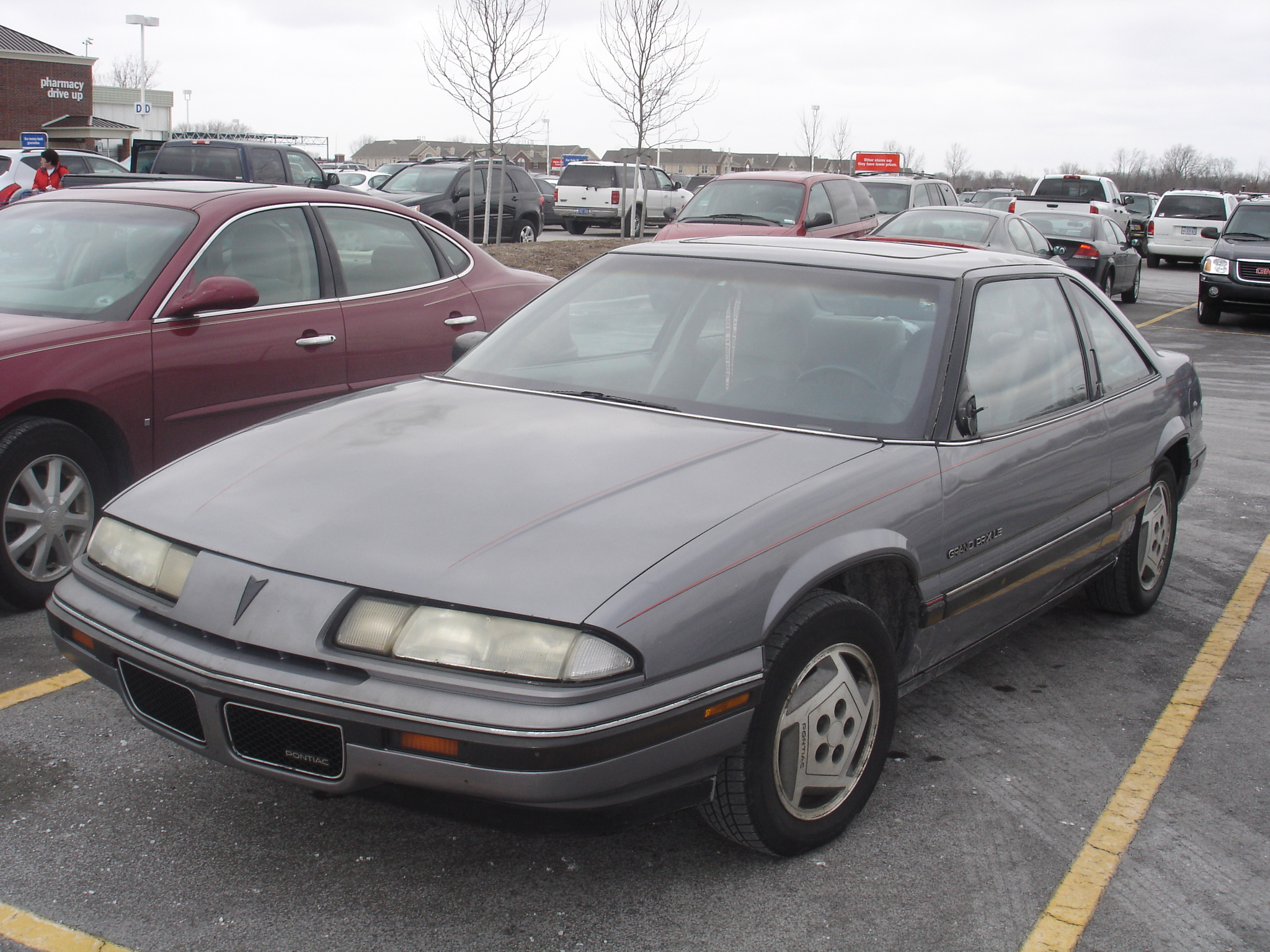
Coupé (1987–1991)
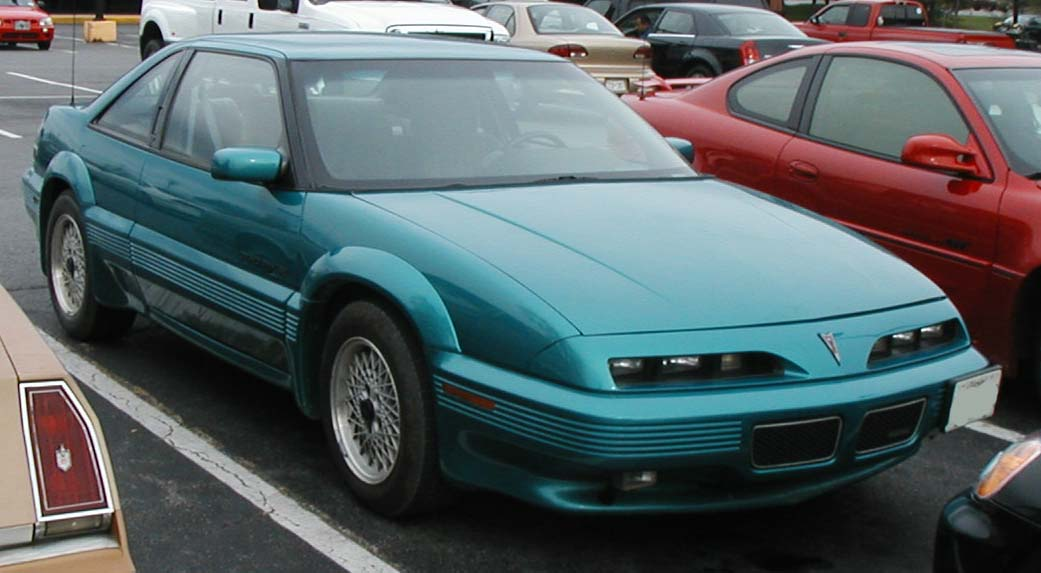
Facelift Grand Prix Coupé (1991)
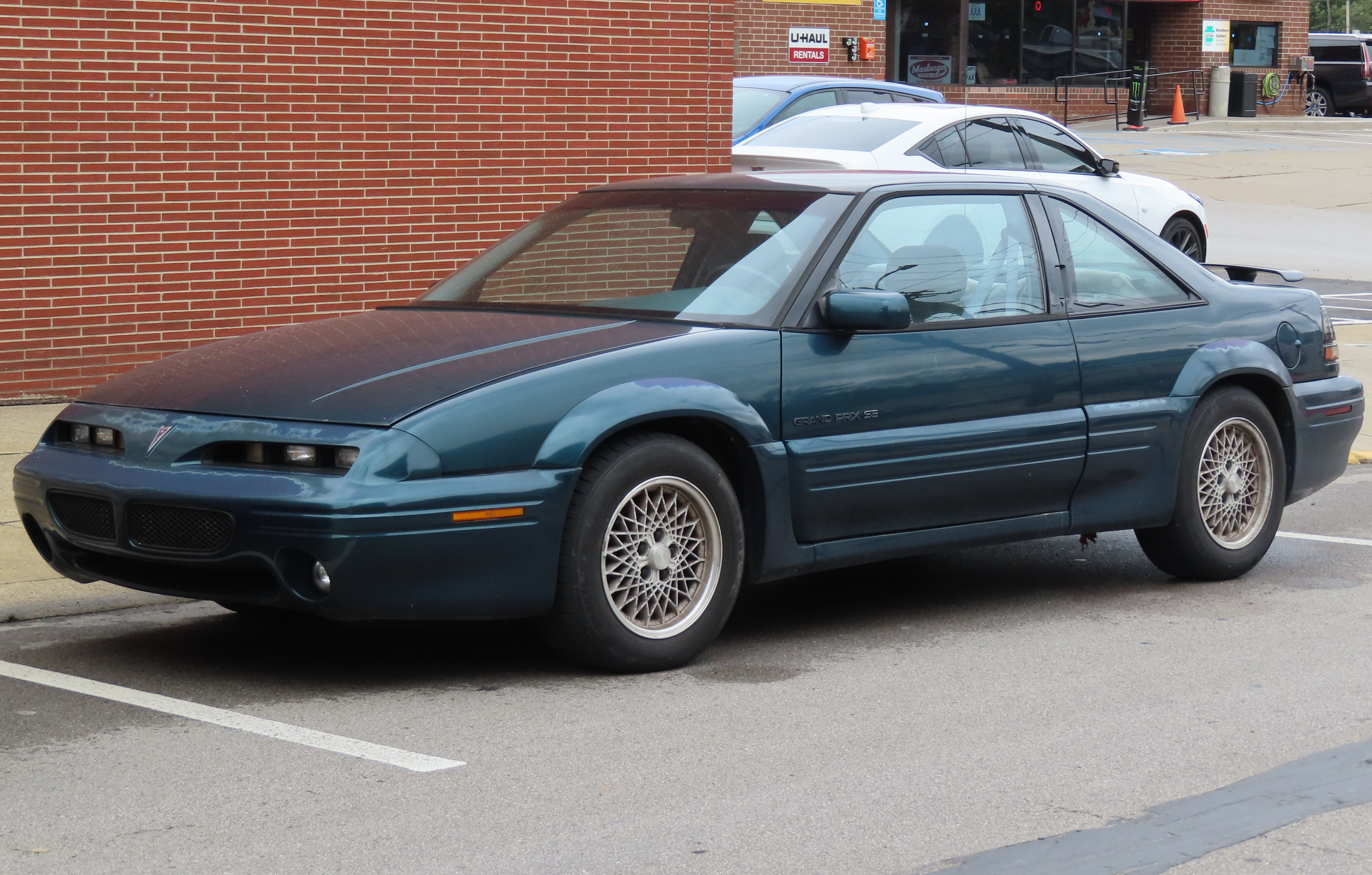
Facelift Grand Prix Coupé (1993)
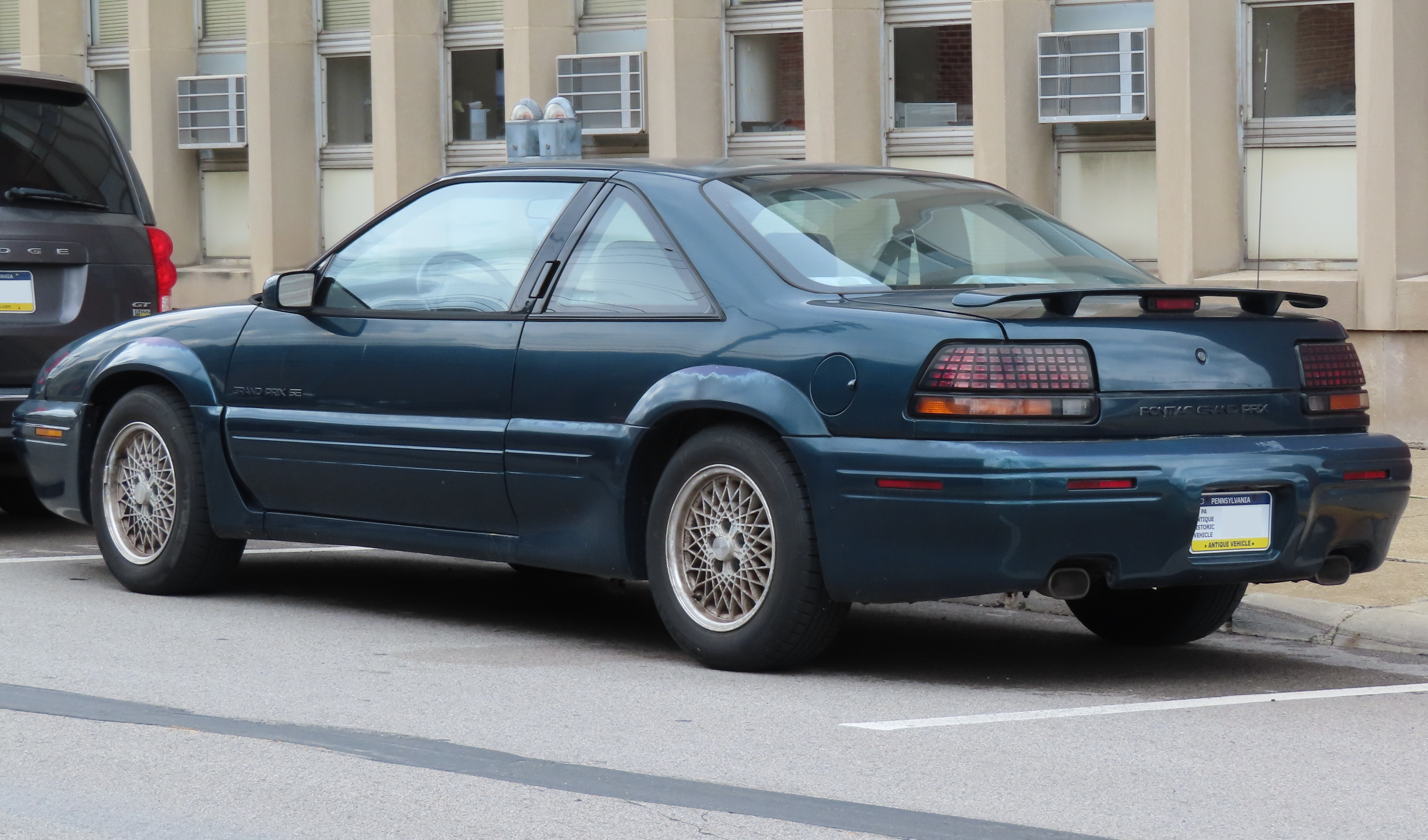
Heckansicht

## Sechste Generation
1996 wurde der Grand Prix überarbeitet und damit die sechste Generation eingeführt. Das erste neue Modell wurde am 12. August 1996 hergestellt. Er war als Limousine und als Coupé verfügbar. Die Einstiegsmotorisierung bildete ein 3,1-Liter-V6 (nur in der Limousine), der 120 kW produzierte. Darüber rangierte ein 3,8-Liter-V6 mit 145 kW, der in der GTP-Ausstattung auch mit Kompressor angeboten wurde, dann mit einer Leistung von 180 kW. Ab 2001 hatte das Basismodell SE auch die Frontschürze der GT- und GTP-Modelle.
Im Jahr 2000 erhielt der Basismotor mehr Leistung (130 kW/177 PS). Außerdem startete die Straßenvariante des Daytona 500 Safety Car, die auf 2000 Stück limitiert war.

In den Jahren 2002 bis 2008 wurde die sechste Generation des Pontiac Grand Prix auch in Russland gefertigt und produziert. Hersteller war das Taganrog-Automobilwerk in Ischewsk.

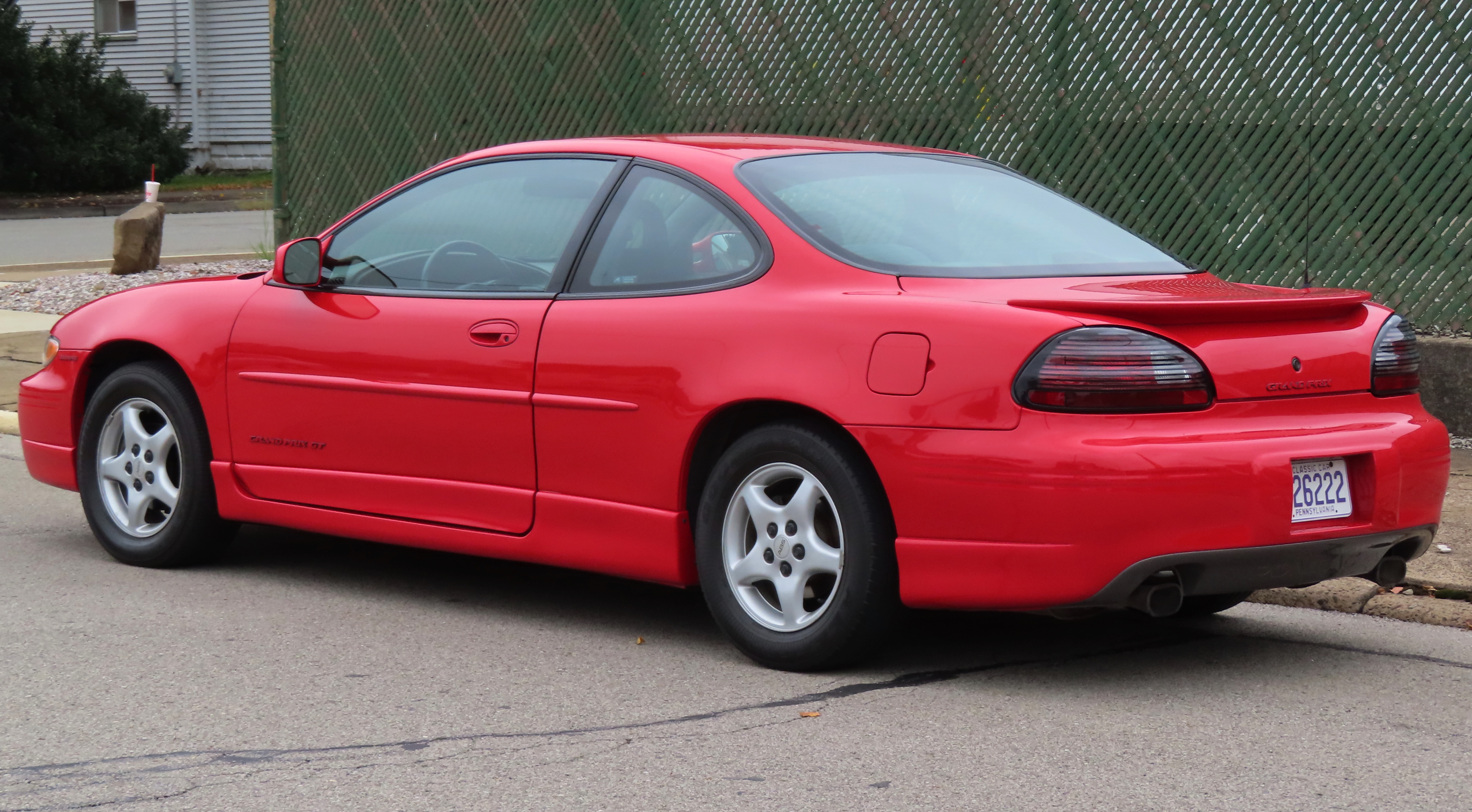
Heckansicht Coupé
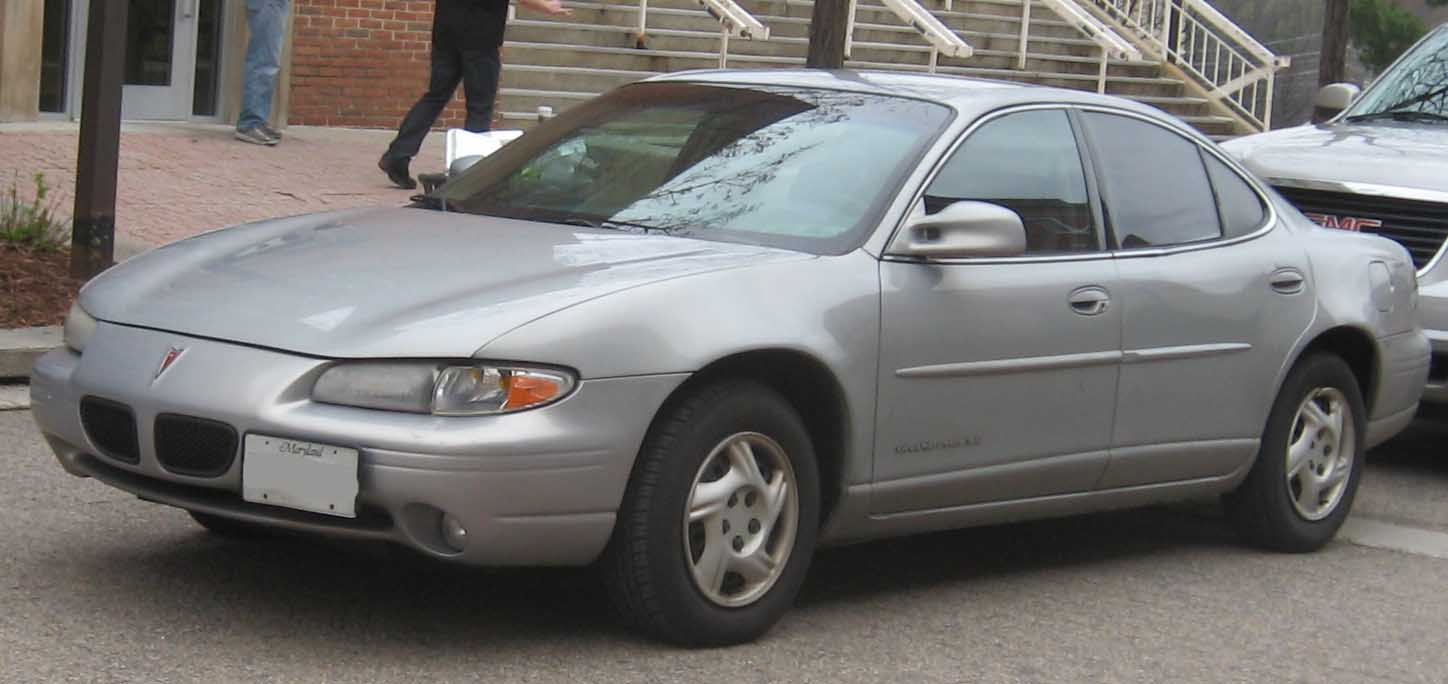
Pontiac Grand Prix SE Limousine (1996–2001)
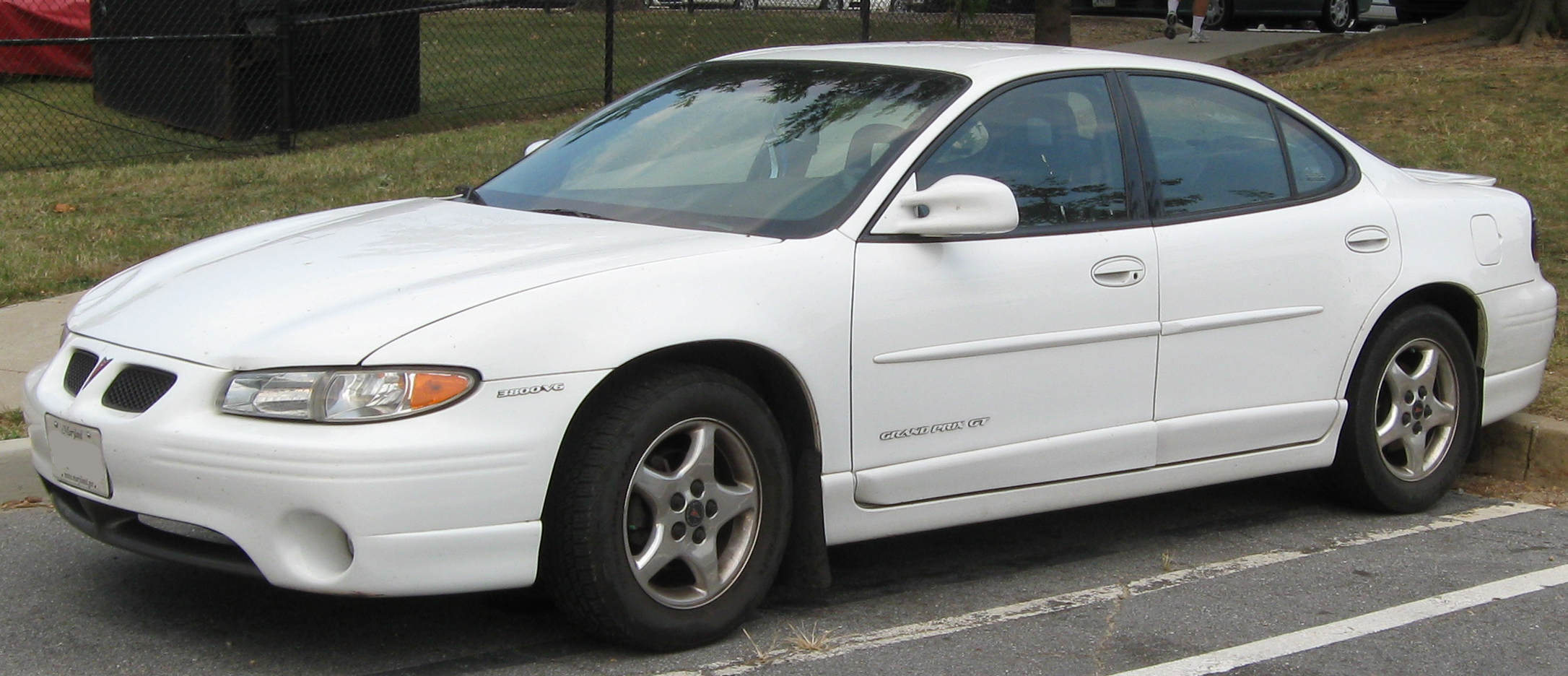
Pontiac Grand Prix GT Limousine (1996–2003)
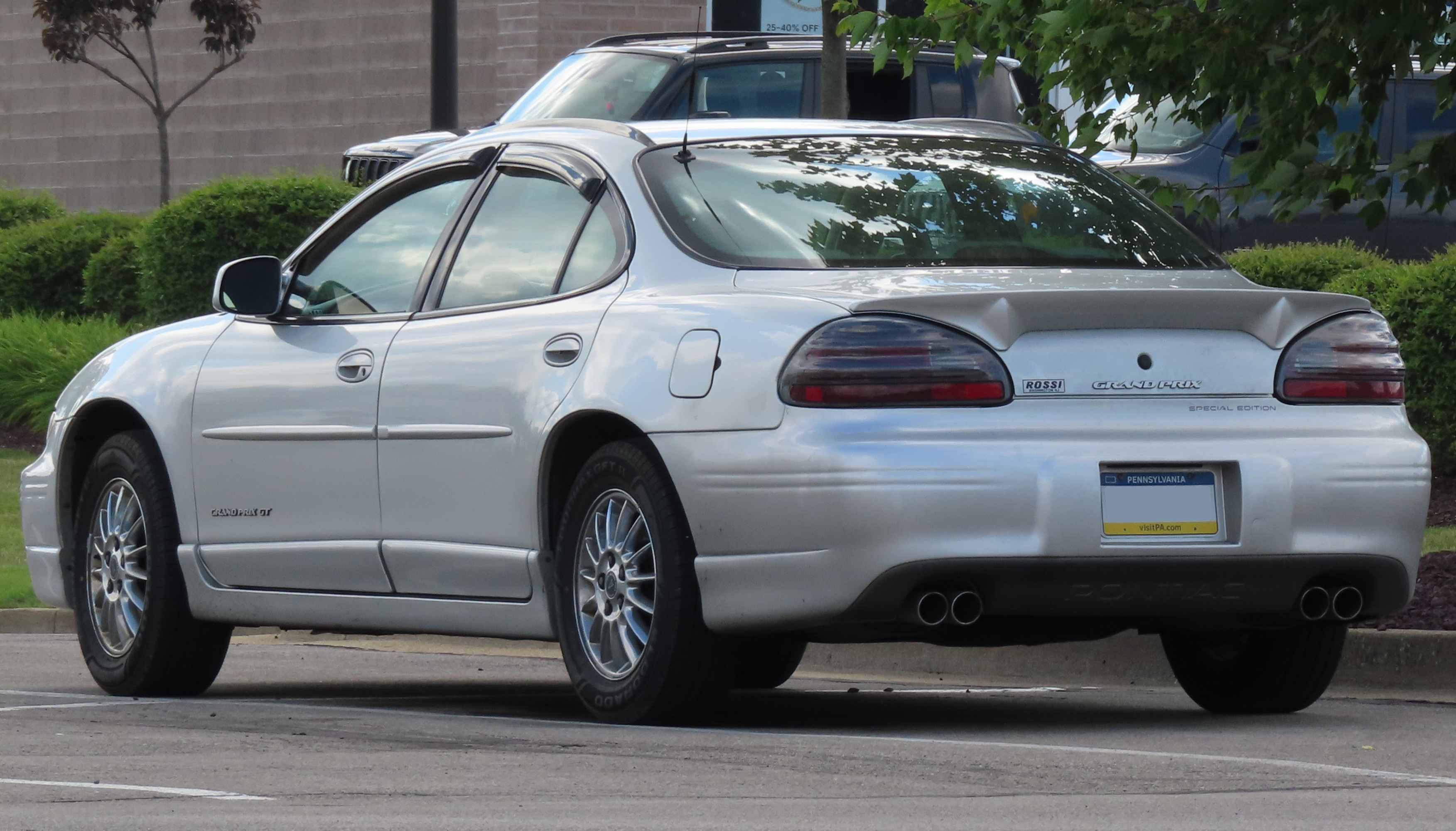
Heckansicht

## Siebte Generation
Für das Modelljahr 2004 wurde die siebte Generation eingeführt, die ohne ein Coupé auskommen musste. Basismotor war ein 3,8-Liter-V6 mit 150 kW und 310 Nm Drehmoment, als GTP mit Kompressor mit 195 kW und 380 Nm. 2005 wurde dann ein 5,3-Liter-V8, bekannt aus dem Chevrolet Impala, mit 226 kW eingeführt. Der Preis für die Basisversion betrug 22.690 USD (ca. 14.400 EUR).

2008 wurde die Produktion eingestellt, Nachfolger war der Pontiac G8.

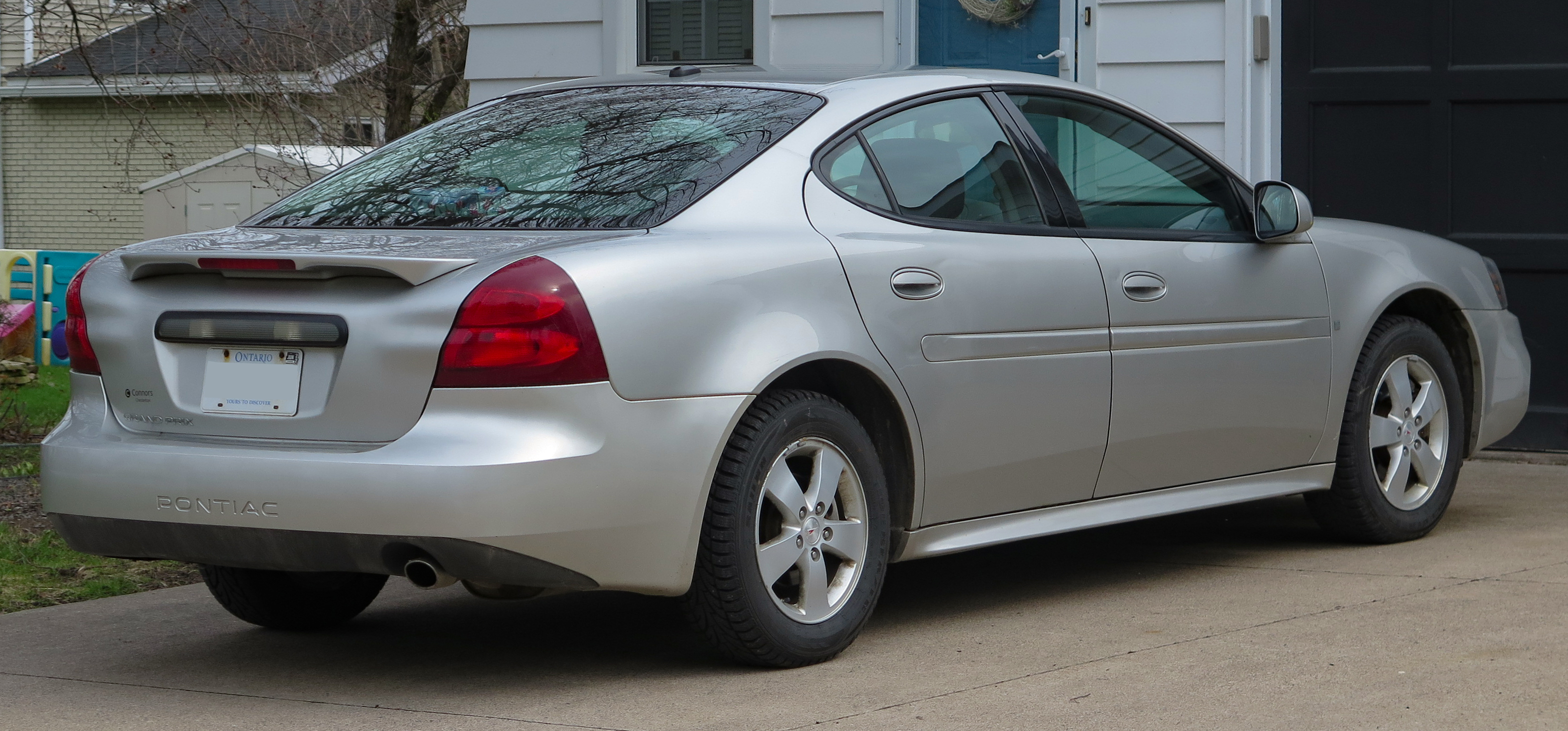
Heckansicht
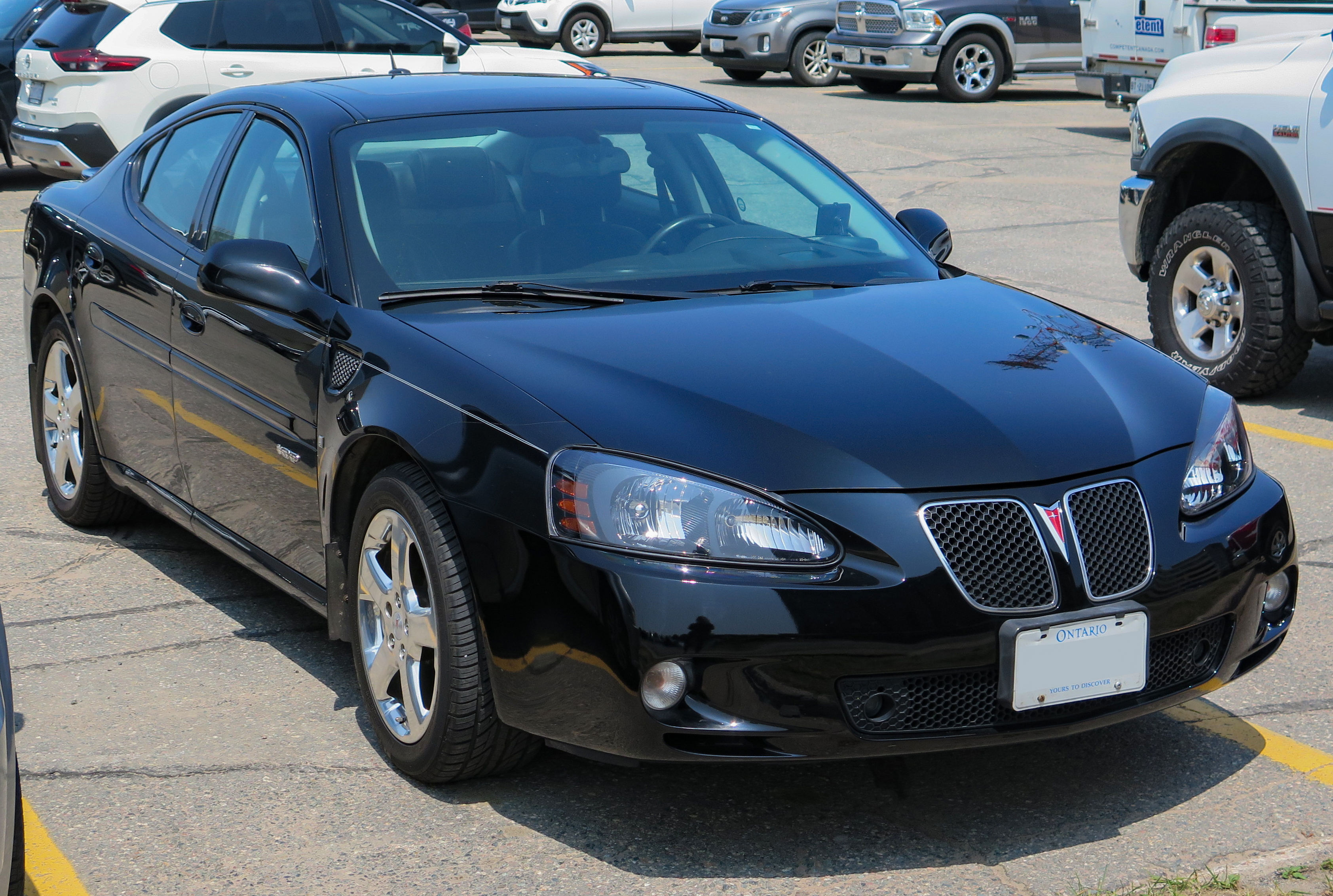
Pontiac Grand Prix GTP
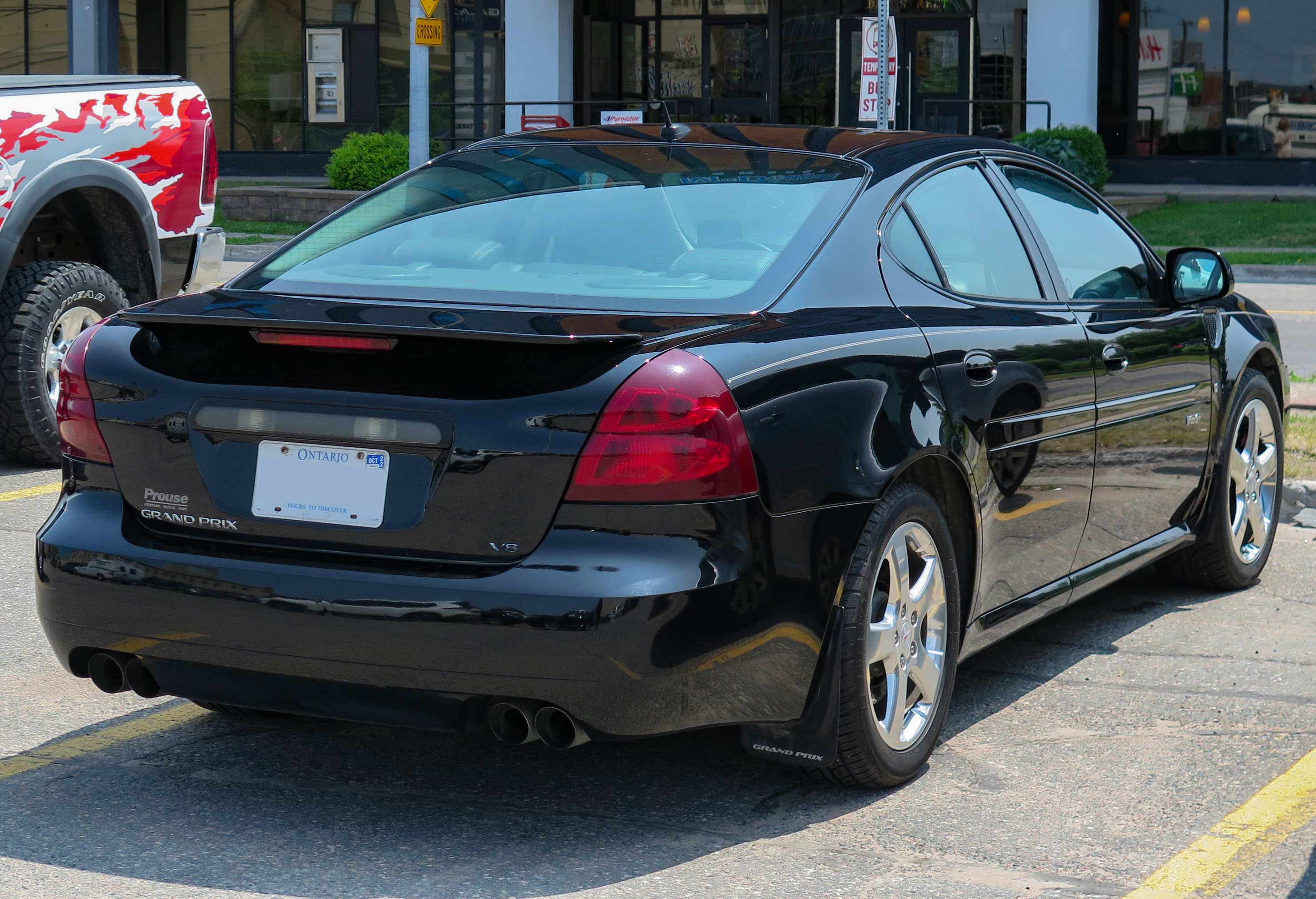
Heckansicht